# Hrobka Windisch-Graetzů
Hrobka Windisch-Graetzů se nachází v kryptě pod kaplí Všech svatých a sakristií v Kladrubském klášteře v okrese Tachov. Krypta byla upravena za účelem pohřebiště šlechtické rodiny Windisch-Graetzů v letech 1874–1886. Hrobka je jako součást areálu bývalého kláštera benediktinů památkově chráněná, je v majetku Českého státu a spravuje ji Národní památkový ústav. Není nepřístupná.

## Historie

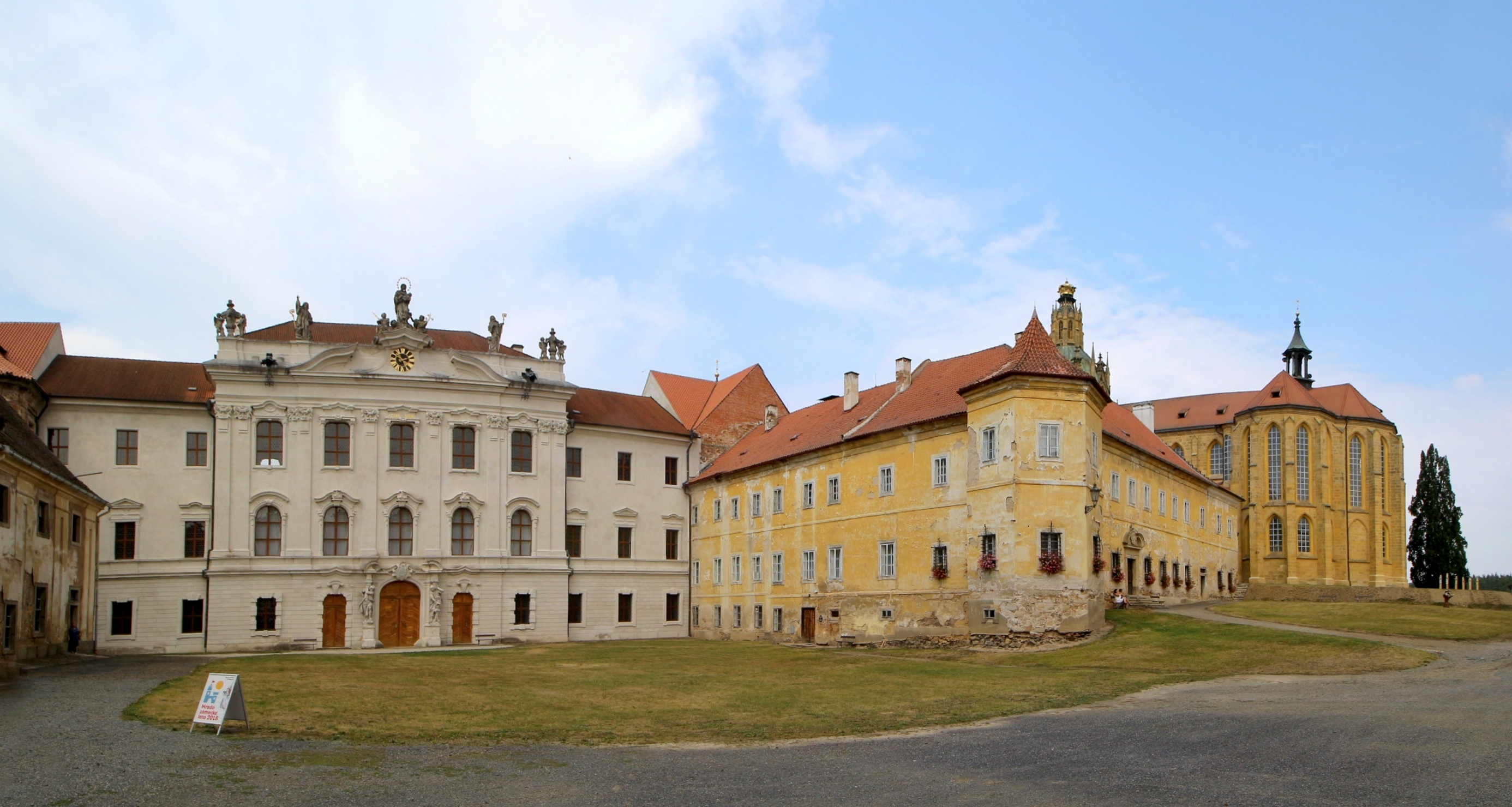
Kladrubský klášter

Benediktinský klášter byl založen nad říčkou Úhlavkou v roce 1115 českým knížetem Vladislavem I. V roce 1785 byl za josefinských reforem zrušen. O čtyřicet let později (1825) koupil v dražbě kladrubské panství pozdější polní maršál kníže Alfréd Windischgrätz (1787–1862) a připojil ho ke svému majetku Štěkeň a Tachov.
Pohřební krypta původně určená pro mnichy byla zřízena koncem 17. století. Jako první zde byl pohřben řeholník Martin Damianus. Zdejší benediktini bývali pohřbíváni v otevřených rakvích a jejich těla byla díky proudění vzduchu systémem průduchů přirozeně mumifikována. Rakve s ostatky mnichů byly na popud Alfréda II. Windisch-Graetze (1819–1876) přemístěny do dvou malých kobek na rajském dvoře, jednalo se o 135 rakví mnichů a tří opatů. Krypta byla po vyklizení upravena jako hrobka knížecí rodiny. Adaptace začala v roce 1874, ale především z důvodu zvýšené vlhkosti ve stěnách byla dokončena až v roce 1886 za Alfréda III. Windisch-Graetze (1851–1927).
V roce 1945 byl Windisch-Graetzům v Československu zkonfiskován majetek na základě Benešových dekretů. V roce 1979 byly ostatky mnichů z kobek vyzvednuty, roztříděny a přeneseny zpět do původní hrobky. Těla, která se dala identifikovat, byla uložena do malých dřevěných rakví, ostatní byla zpopelněna a uložena do uren.

## Kaple Všech svatých
| MARITO. CARISSIMO. JOSEPHO. NICOLAO. S. R. I. COMITI. ET. DOMINO. DE. WINDISCHGRAETZ. FILIAEQUE. DULCISSIMAE. PREMATURA. SORTE. EREPTAE. ADELAIDAE. AGLAAE. COM. DE. WINDISCHGRAETZ. NUPTAE. PRINCIPI. DE. AUERSPERG. MONUMENTUM. QUOD. UXOR. MATERQUE. SUAVISSIMA. LEOPOLDINA. COM. DE. WINDISCHGRAETZ. NATA. DUX. DE. AHRENBERG. EX. ANNUO. MATRIMONII. SUI. REDITI. TESTIMONIUM. FIERI. IUSSERAT. LIBERI. HEREDES. ALFREDUS. PRINCEPS. DE. WINDISCHGRAETZ. VERIANDUS. COM. DE. WINDISCHGRAETZ. SOPHIA. PRINCEPS. DE. LOEWENSTEIN. WERTHEIM. NATA. COM. DE. WINDISCHGRAETZ. ET. EULALIA. COM. DE. WINDISCHGRAETZ. DEBITO. FUNGENTES. OFFICIO. PARENTI. SORORI. MATRIOLI. AMANTISSIMIS. PIO. GRATOQUE. ANIMO. POSUERUNT. A. S. MDCCCXX. |
| |

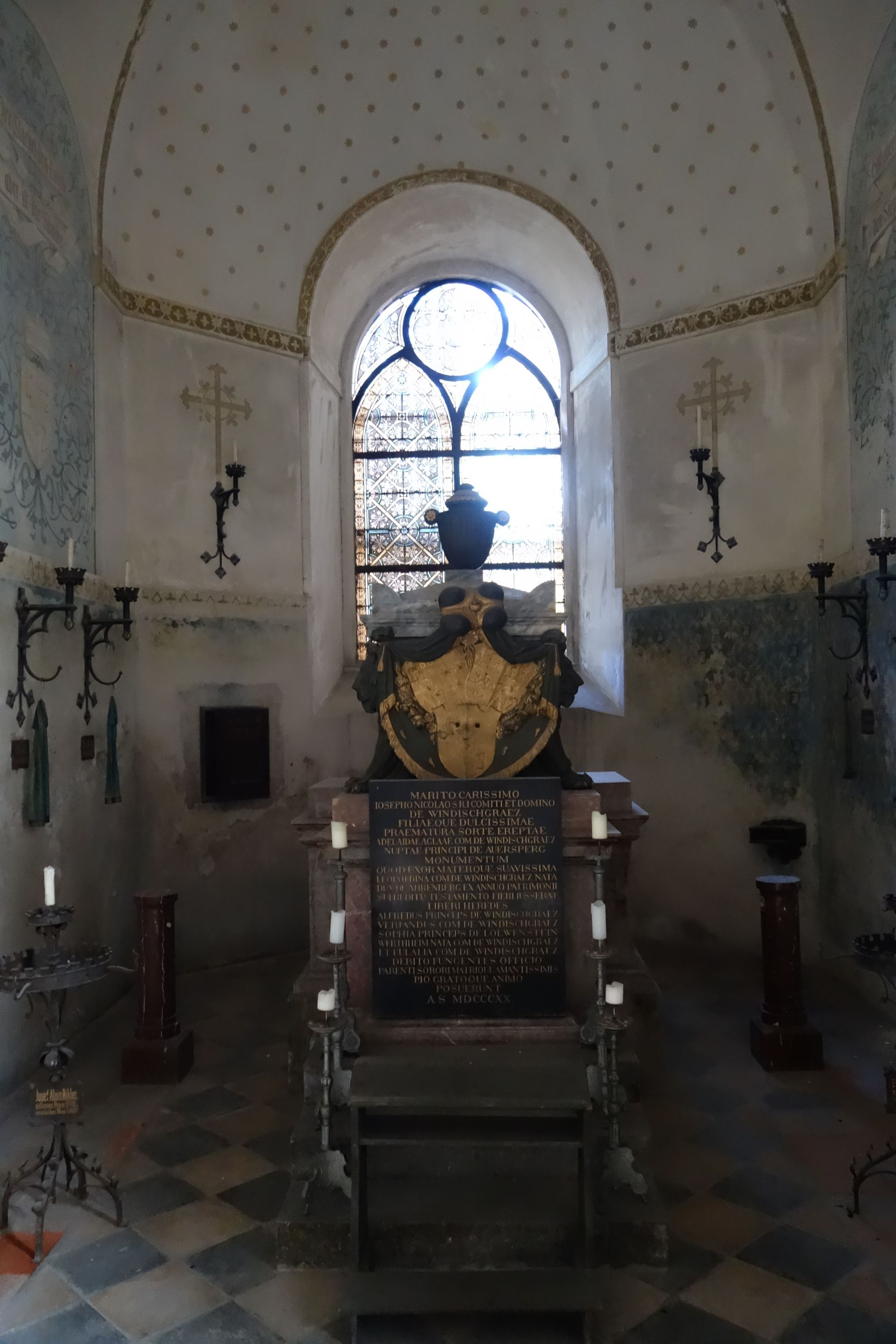
Kaple Všech svatých

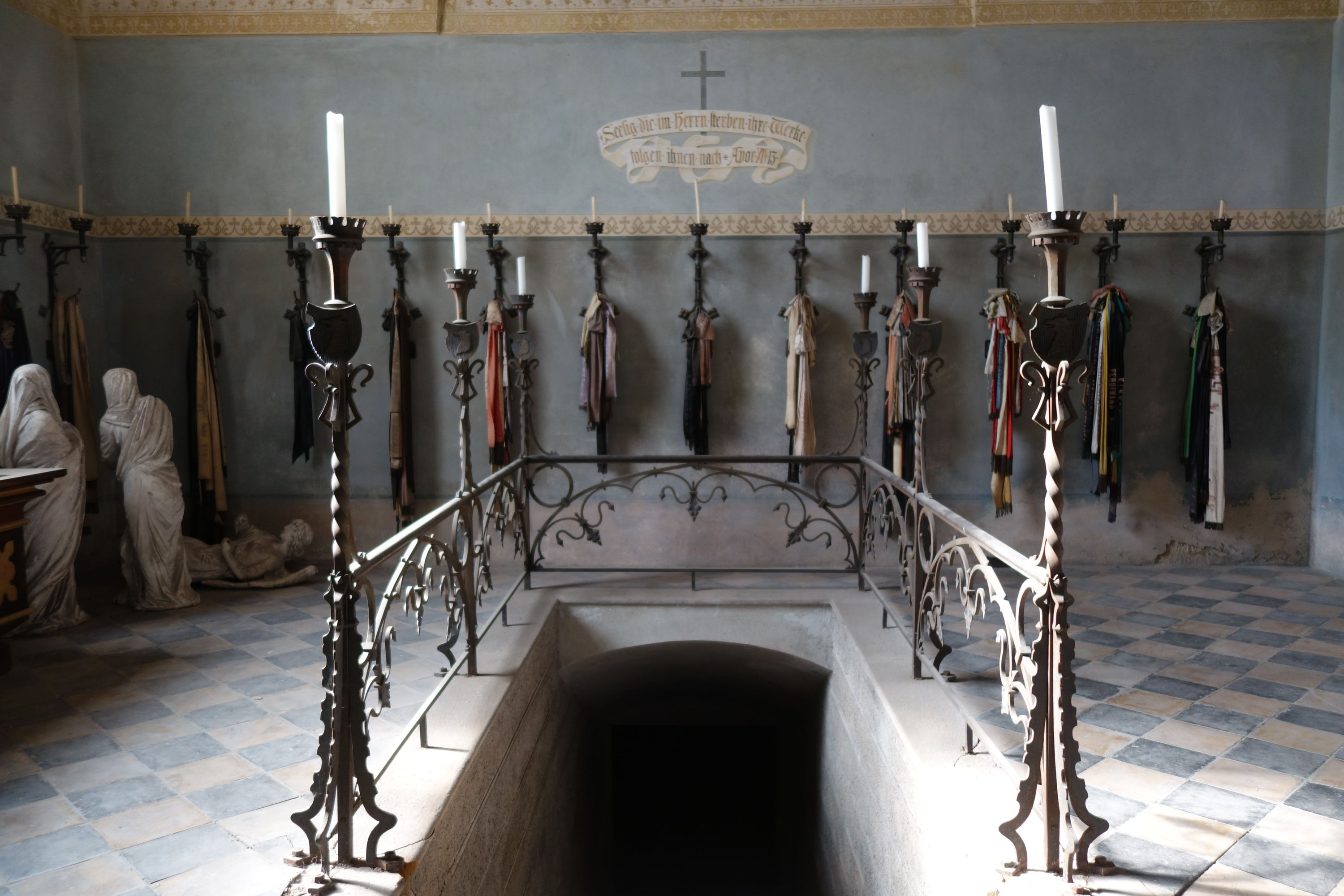
Schodiště

Kaple Všech svatých přiléhá ke klášternímu kostelu Nanebevzetí Panny Marie. Vstupuje se do ní z jižní boční lodi kostela. Spolu s hrobkou byla jako pohřební kaple vysvěcena 22. července 1886. V kapli jsou shromážděny a na svícnech na stěnách vystaveny stuhy ze smutečních věnců. Před oknem se nachází pomník v podobě velkého sarkofágu s erbem, strany zdobí lví hlavy a tlapy. Navrhl ho Josef Kranner. Na přední straně je na černé desce zlatým písmem epitaf v latině (viz rámeček vpravo).
Pomník byl převezen z kostela svatého Václava v Tachově, původně ho ještě zdobilo sousoší. Po schodišti, které na úrovni kaple obklopuje kované zábradlí se svícny doplněnými erbovními motivy (vlčí hlava s krkem), se schází ke kovovým dveřím, které zdobí erb Windisch-Graetzů a monogram W a za kterými se nachází vlastní hrobka. Naproti schodišti je na stěně namalovaný kříž a německý nápis na stuze: + Seelig • die • im • Herrn • sterben • ihre • Werke • folgen • ihnen • nach + Apoc • XIV • 13 •.
Kaple je obvykle přístupná jednou ročně na Noc kostelů.

## Seznam pohřbených
Celkem zde bylo pohřbeno 21 příslušníků rodu. Po dokončení hrobky v roce 1886 sem bylo na šesti pohřebních vozech přivezeno třináct rakví s ostatky Windisch-Graetzů z původní rodinné hrobky v kostele svatého Václava v Tachově. Smuteční průvod vyrazil z Tachova 16. října 1886, projel obcemi Trnová, Tisová, Holostřevy a Benešovice. Cestou vyzváněly zvony. Rakve jsou umístěny v betonových regálech, u některých jsou zvlášť uloženy urny se srdcem a vnitřnostmi, které byly odděleny při balzamování těl. Poslední uložení ostatků do hrobky proběhlo v roce 1933.

### Chronologicky podle data úmrtí
V tabulce jsou uvedeny základní informace o pohřbených. Fialově jsou vyznačeni příslušníci rodu Windisch-Graetzů, žlutě jsou vyznačeny přivdané manželky, pokud zde byly pohřbeny. Zeleně jsou vyznačeny osoby, jejichž ostatky byly převezeny z Tachova. Červeně jsou zvýrazněna knížata. Rod má mytické předky, kteří žili snad už v 11. století. V roce 1551 byli Windisch-Graetzové přijati do stavu říšských svobodných pánů (s titulem zu Waldstein und im Thal), v roce 1557 byli povýšeni do hraběcího stavu a v roce 1658 do říšského hraběcího stavu. Zde jsou generace počítány od Konráda I. († 1339), který je prokazatelně doložen v roce 1299. U manželek je generace v závorce a týká se generace manžela.
| Po-řadí | Gene-race | Jméno pohřbeného                       | Datum a místo narození           | Otec                                                                                           | Datum a místo sňatku, choť                                                                                      | Pohřeb a uložení do hrobky | Poznámky |
| Po-řadí | Gene-race | Jméno pohřbeného                       | Datum a místo úmrtí              | Matka                                                                                          | Datum a místo sňatku, choť                                                                                      | Pohřeb a uložení do hrobky | Poznámky |
| ------- | --------- | -------------------------------------- | -------------------------------- | ---------------------------------------------------------------------------------------------- | --- | --- | --- |
| 1.      | 15.       | Karel Raimund z Windisch-Graetze       | 30. 9. 1767 Vídeň                | Josef Mikuláš z Windisch-Graetze (č. 2)                                                        | | Původně pohřben v Tachově, v roce 1886 ostatky převezeny do Kladrub.                                                                                               | C. k. komoří, důstojník. |
| 1.      | 15.       | Karel Raimund z Windisch-Graetze       | 28. 3. 1791                      | Marie Josefa Erdődy de Monyorókerék et Monoszló 5. 4. 1750 – 10. 4. 1777 Vídeň                 | | Původně pohřben v Tachově, v roce 1886 ostatky převezeny do Kladrub.                                                                                               | C. k. komoří, důstojník. |
| 2.      | 14.       | Josef Mikuláš z Windisch-Graetze       | (křest) 6. 12. 1744 Vídeň        | Leopold Karel z Windisch-Graetze (křest) 15. 11. 1718 Vídeň – 13. 2. 1746 Vídeň                | 12. 10. 1766 Vídeň: Marie Josefa Erdődy de Monyorókerék et Monoszló 5. 4. 1750 – 10. 4. nebo 10. 10. 1777 Vídeň | Původně pohřben v Tachově, v roce 1886 ostatky převezeny do Kladrub.                                                                                               | Dr. jur. et phil., c. k. komoří (1765), říšský dvorní rada (1766), nejvyšší štolba ve Štýrsku, majitel panství Štěkeň, Vintířov (1785–1802) a Tachov. V roce 1770 doprovázel jako komoří arcivévodkyni Marii Antoinettu na cestě do Francie, kde se provdala za budoucího krále Ludvíka XVI. V prvním manželství se mu narodily následující děti: - 1. Karel Raimund (1767–1791; č. 1) - 2. Josef Ludvík (1769–1791) - 3. Leopold Karel (1770–1771) - 4. Marie Terezie, provd. Arenbergová (1774–1841) |
| 2.      | 14.       | Josef Mikuláš z Windisch-Graetze       | 24. 1. 1802 Štěkeň               | Marie Antonie z Khevenhülleru 29. 3. 1726 Vídeň – 17. 1. 1746 Vídeň                            | 30. 8. 1781 Brusel: Marie Františka Leopoldina z Arenbergu (č. 3)                                               | Původně pohřben v Tachově, v roce 1886 ostatky převezeny do Kladrub.                                                                                               | Dr. jur. et phil., c. k. komoří (1765), říšský dvorní rada (1766), nejvyšší štolba ve Štýrsku, majitel panství Štěkeň, Vintířov (1785–1802) a Tachov. V roce 1770 doprovázel jako komoří arcivévodkyni Marii Antoinettu na cestě do Francie, kde se provdala za budoucího krále Ludvíka XVI. V prvním manželství se mu narodily následující děti: - 1. Karel Raimund (1767–1791; č. 1) - 2. Josef Ludvík (1769–1791) - 3. Leopold Karel (1770–1771) - 4. Marie Terezie, provd. Arenbergová (1774–1841) |
| 3.      | (14.)     | Marie Františka Leopoldina z Arenbergu | 31. 7. 1751 Brusel               | Karel z Ligne, vévoda z Arenbergu, vévoda z Aerschotu 1. 4. 1721 Enghien – 17. 8. 1778 Enghien | 30. 8. 1781 Brusel: Josef Mikuláš z Windisch-Graetze (č. 2)                                                     | Původně pohřbena 31. 8. 1812 do rodinné hrobky u kostela sv. Václava v Tachově, v roce 1886 ostatky převezeny do Kladrub.                                          | Pocházela z vévodského rodu. Dáma Řádu hvězdového kříže. Narodily se jí následující děti: - 1. Ludvík Robert (1782–1783) - 2. Alfred I. Candidus (1787–1862; č. 7) - 3. Weriand Alois (1790–1867), kníže z Windisch-Graetze (18. května 1822) - 4. Žofie Ludovika, provd. Löwenstein-Wertheim-Rosenbergová (1784–1848) - 5. Eulalie Flora (1786–1812) - 6. Adelheid Aglaja, provd. Auerspergová (1788–1806) |
| 3.      | (14.)     | Marie Františka Leopoldina z Arenbergu | 26. 8. 1812 Praha                | Louisa Markéta z Marcku, vévodkyně z Schleidenu 10. 7. 1730 – 18. 8. 1820                      | 30. 8. 1781 Brusel: Josef Mikuláš z Windisch-Graetze (č. 2)                                                     | Původně pohřbena 31. 8. 1812 do rodinné hrobky u kostela sv. Václava v Tachově, v roce 1886 ostatky převezeny do Kladrub.                                          | Pocházela z vévodského rodu. Dáma Řádu hvězdového kříže. Narodily se jí následující děti: - 1. Ludvík Robert (1782–1783) - 2. Alfred I. Candidus (1787–1862; č. 7) - 3. Weriand Alois (1790–1867), kníže z Windisch-Graetze (18. května 1822) - 4. Žofie Ludovika, provd. Löwenstein-Wertheim-Rosenbergová (1784–1848) - 5. Eulalie Flora (1786–1812) - 6. Adelheid Aglaja, provd. Auerspergová (1788–1806) |
| 4.      | 16.       | Aglaja Eleonora z Windisch-Graetze     | 27. 3. 1818                      | Alfred I. z Windisch-Graetze (č. 7)                                                            | | Původně pohřbena 13. 7. 1845 v rodové hrobce v kostele sv. Václava v Tachově, v roce 1886 ostatky převezeny do Kladrub.                                            | Zemřela ve věku 27 let na zápal plic. |
| 4.      | 16.       | Aglaja Eleonora z Windisch-Graetze     | 6. 7. 1845 Vídeň                 | Marie Eleonora ze Schwarzenbergu (č. 5)                                                        | | Původně pohřbena 13. 7. 1845 v rodové hrobce v kostele sv. Václava v Tachově, v roce 1886 ostatky převezeny do Kladrub.                                            | Zemřela ve věku 27 let na zápal plic. |
| 5.      | (15.)     | Marie Eleonora ze Schwarzenbergu       | 21. 9. 1796 Vídeň                | Josef II. ze Schwarzenbergu 27. 6. 1769 Vídeň – 19. 12. 1833 Hluboká nad Vltavou               | 15. 6. 1817 Hluboká nad Vltavou: Alfred I. z Windisch-Graetze (č. 7)                                            | Původně pohřbena 10. 7. 1848 v rodové hrobce v kostele sv. Václava v Tachově, v roce 1886 ostatky převezeny do Kladrub.                                            | Dáma Řádu hvězdového kříže, palácová dáma, zastřelena během Svatodušních bouří v Praze. Narodily se jí následující děti: - 1. Aglaja Eleonora (1818–1845; č. 4) - 2. Alfred II. (1819–1876; č. 9) - 3. Leopold Viktorin (1824–1869; č. 8) - 4. August Josef Mikuláš (1828–1910; č. 17) - 5. Ludvík Josef Mikuláš (1830–1904; č. 16) - 6. Josef Alois Mikuláš (1831–1906) - 7. Matylda Eleonora, provd. Windisch-Graetzová (1835–1907) |
| 5.      | (15.)     | Marie Eleonora ze Schwarzenbergu       | 12. 6. 1848 Praha                | Pavlína z Arenbergu a Aerschotu 2. 9. 1774 Brusel (Coudenberg) – 1. 7. 1810 Paříž              | 15. 6. 1817 Hluboká nad Vltavou: Alfred I. z Windisch-Graetze (č. 7)                                            | Původně pohřbena 10. 7. 1848 v rodové hrobce v kostele sv. Václava v Tachově, v roce 1886 ostatky převezeny do Kladrub.                                            | Dáma Řádu hvězdového kříže, palácová dáma, zastřelena během Svatodušních bouří v Praze. Narodily se jí následující děti: - 1. Aglaja Eleonora (1818–1845; č. 4) - 2. Alfred II. (1819–1876; č. 9) - 3. Leopold Viktorin (1824–1869; č. 8) - 4. August Josef Mikuláš (1828–1910; č. 17) - 5. Ludvík Josef Mikuláš (1830–1904; č. 16) - 6. Josef Alois Mikuláš (1831–1906) - 7. Matylda Eleonora, provd. Windisch-Graetzová (1835–1907) |
| 6.      | (16.)     | Hedvika z Lobkowicz, zvaná Wixa        | 15. 9. 1829 Lvov                 | August Longin Josef z Lobkowicz 15. 3. 1797 Praha – 17. 3. 1842 Vídeň                          | 19. 10. 1850 Praha: Alfred II. Mikuláš z Windisch-Graetze (č. 9)                                                | Původně pohřbena 23. 10. 1852 v rodové hrobce v kostele sv. Václava v Tachově, v roce 1886 ostatky převezeny do Kladrub.                                           | Narodil se jí jeden syn: - Alfred III. August (1851–1927; č. 20) |
| 6.      | (16.)     | Hedvika z Lobkowicz, zvaná Wixa        | 19. 10. 1852 Tachov              | Anna Berta ze Schwarzenbergu 2. 9. 1807 Vídeň – 12. 10. 1883 Salcburk                          | 19. 10. 1850 Praha: Alfred II. Mikuláš z Windisch-Graetze (č. 9)                                                | Původně pohřbena 23. 10. 1852 v rodové hrobce v kostele sv. Václava v Tachově, v roce 1886 ostatky převezeny do Kladrub.                                           | Narodil se jí jeden syn: - Alfred III. August (1851–1927; č. 20) |
| 7.      | 15.       | Alfred I. Candidus z Windisch-Graetze  | 11. 5. 1787 Brusel               | Josef Mikuláš z Windisch-Graetze (č. 2)                                                        | 15. 6. 1817 Hluboká nad Vltavou: Marie Eleonora ze Schwarzenbergu (č. 5)                                        | Původně pohřben 31. 3. 1862 v rodové hrobce v kostele sv. Václava v Tachově, kterou založil, v roce 1886 ostatky převezeny do Kladrub.                             | 1. kníže z Windisch-Graetze (od 24. května 1804 dědičný titul pro prvorozeného syna; 1822 říšský knížecí titul pro všechny členy Alfrédovy linie), od roku 1825 s oslovením Jasnost, dědičný člen rakouské Panské sněmovny (1861–1862), nejvyšší štolba ve Štýrsku, c. k. polní maršálek, majitel dragounského pluku č. 2, rytíř Vojenského řádu Marie Terezie (1814), rytíř Řádu zlatého rouna (1830), držitel velkokříže Královského uherského řádu sv. Štěpána (1848), držitel velkokříže Vojenského řádu Marie Terezie (1850), držitel ruského Řádu sv. Alexandra Něvského (v briliantech; 1835), ruského Řádu sv. Ondřeje (v briliantech), pruského Řádu černé orlice (1853), majitel statků Tachov, Štěkeň (1802–1862) a Kladruby u Stříbra (1825–1862). |
| 7.      | 15.       | Alfred I. Candidus z Windisch-Graetze  | 21. 3. 1862 Vídeň                | Marie Františka Leopoldina z Arenbergu (č. 3)                                                  | 15. 6. 1817 Hluboká nad Vltavou: Marie Eleonora ze Schwarzenbergu (č. 5)                                        | Původně pohřben 31. 3. 1862 v rodové hrobce v kostele sv. Václava v Tachově, kterou založil, v roce 1886 ostatky převezeny do Kladrub.                             | 1. kníže z Windisch-Graetze (od 24. května 1804 dědičný titul pro prvorozeného syna; 1822 říšský knížecí titul pro všechny členy Alfrédovy linie), od roku 1825 s oslovením Jasnost, dědičný člen rakouské Panské sněmovny (1861–1862), nejvyšší štolba ve Štýrsku, c. k. polní maršálek, majitel dragounského pluku č. 2, rytíř Vojenského řádu Marie Terezie (1814), rytíř Řádu zlatého rouna (1830), držitel velkokříže Královského uherského řádu sv. Štěpána (1848), držitel velkokříže Vojenského řádu Marie Terezie (1850), držitel ruského Řádu sv. Alexandra Něvského (v briliantech; 1835), ruského Řádu sv. Ondřeje (v briliantech), pruského Řádu černé orlice (1853), majitel statků Tachov, Štěkeň (1802–1862) a Kladruby u Stříbra (1825–1862). |
| 8.      | 16.       | Leopold Viktorin z Windisch-Graetze    | 24. 7. 1824 Štěkeň               | Alfred I. z Windisch-Graetze (č. 7)                                                            | | Původně pohřben 7. 10. 1869 v rodové hrobce v kostele sv. Václava v Tachově, v roce 1886 ostatky převezeny do Kladrub.                                             | C. k. plukovník. |
| 8.      | 16.       | Leopold Viktorin z Windisch-Graetze    | 3. 10. 1869 Ostrůvek (u Tachova) | Marie Eleonora ze Schwarzenbergu (č. 5)                                                        | | Původně pohřben 7. 10. 1869 v rodové hrobce v kostele sv. Václava v Tachově, v roce 1886 ostatky převezeny do Kladrub.                                             | C. k. plukovník. |
| 9.      | 16.       | Alfred II. Mikuláš z Windisch-Graetze  | 28. 3. 1819 Vídeň                | Alfred I. z Windisch-Graetze (č. 7)                                                            | 19. 10. 1850 Praha: Hedvika z Lobkowicz (č. 6)                                                                  | Původně pohřben 2. 5. 1876 v rodové hrobce v kostele sv. Václava v Tachově, v roce 1886 ostatky převezeny do nové hrobky v Kladrubech, kterou v roce 1874 založil. | 2. kníže z Windisch-Graetze (1862–1876), dědičný člen rakouské Panské sněmovny, nejvyšší štolba ve Štýrsku, polní podmaršálek, rytíř Leopoldova řádu (1849), rytíř Řádu železné koruny 2. třídy (s válečnou dekorací; 1866), rytíř Řádu zlatého rouna (1867), majitel statků Tachov, Štěkeň a Kladruby u Stříbra (1862–1876). |
| 9.      | 16.       | Alfred II. Mikuláš z Windisch-Graetze  | 28. 4. 1876 Tachov               | Marie Eleonora ze Schwarzenbergu (č. 5)                                                        | 19. 10. 1850 Praha: Hedvika z Lobkowicz (č. 6)                                                                  | Původně pohřben 2. 5. 1876 v rodové hrobce v kostele sv. Václava v Tachově, v roce 1886 ostatky převezeny do nové hrobky v Kladrubech, kterou v roce 1874 založil. | 2. kníže z Windisch-Graetze (1862–1876), dědičný člen rakouské Panské sněmovny, nejvyšší štolba ve Štýrsku, polní podmaršálek, rytíř Leopoldova řádu (1849), rytíř Řádu železné koruny 2. třídy (s válečnou dekorací; 1866), rytíř Řádu zlatého rouna (1867), majitel statků Tachov, Štěkeň a Kladruby u Stříbra (1862–1876). |
| 10.     | 17.       | Ferdinand z Windisch-Graetze           | 17. 5. 1859 Vídeň                | August z Windisch-Graetze (č. 17)                                                              | | Původně pohřben 14. 11.1879 v rodové hrobce v kostele sv. Václava v Tachově, v roce 1886 ostatky převezeny do Kladrub.                                             | Studující. |
| 10.     | 17.       | Ferdinand z Windisch-Graetze           | 8. 11. 1879 Merano               | Vilemína z Nostitz-Rokitnitz (č. 15)                                                           | | Původně pohřben 14. 11.1879 v rodové hrobce v kostele sv. Václava v Tachově, v roce 1886 ostatky převezeny do Kladrub.                                             | Studující. |
| 11.     | 18.       | Alfréd Ludvík z Windisch-Graetze       | 20. 12. 1879 Tachov              | Alfred III. August z Windisch-Graetze (č. 20)                                                  | | Původně pohřben 27. 4. 1880 v rodové hrobce v kostele sv. Václava v Tachově, v roce 1886 ostatky převezeny do Kladrub.                                             | Zemřel ve věku 4 měsíců na zánět střev. |
| 11.     | 18.       | Alfréd Ludvík z Windisch-Graetze       | 22. 4. 1880 Vídeň                | Marie Gabriela z Auerspergu (č. 21)                                                            | | Původně pohřben 27. 4. 1880 v rodové hrobce v kostele sv. Václava v Tachově, v roce 1886 ostatky převezeny do Kladrub.                                             | Zemřel ve věku 4 měsíců na zánět střev. |
| 12.     | 17.       | Pavel Emil z Windisch-Graetze          | 16. 12. 1876 Krakov              | Ludvík Josef z Windisch-Graetze (č. 16)                                                        | | Původně pohřben 25. 6. 1881 v rodové hrobce v kostele sv. Václava v Tachově, v roce 1886 ostatky převezeny do Kladrub.                                             | Zemřel ve věku 4 let. |
| 12.     | 17.       | Pavel Emil z Windisch-Graetze          | 19. 6. 1881 Sárospatak           | Valerie Dessewffy de Csernek et Tárkö (č. 18)                                                  | | Původně pohřben 25. 6. 1881 v rodové hrobce v kostele sv. Václava v Tachově, v roce 1886 ostatky převezeny do Kladrub.                                             | Zemřel ve věku 4 let. |
| 13.     | 18.       | Vilemína z Windisch-Graetze            | 19. 9. 1885 Tachov               | Alfred III. August z Windisch-Graetze (č. 20)                                                  | | Původně pohřbena 26. 3. 1886 v rodové hrobce v kostele sv. Václava v Tachově, v roce 1886 ostatky převezeny do Kladrub.                                            | Zemřela ve věku 6 měsíců na vysílení. |
| 13.     | 18.       | Vilemína z Windisch-Graetze            | 23. 3. 1886 Tachov               | Marie Gabriela z Auerspergu (č. 21)                                                            | | Původně pohřbena 26. 3. 1886 v rodové hrobce v kostele sv. Václava v Tachově, v roce 1886 ostatky převezeny do Kladrub.                                            | Zemřela ve věku 6 měsíců na vysílení. |
| 14.     | 18.       | Christiana z Windisch-Graetze          | 19. 6. 1881 Štěkeň               | Alfred III. August z Windisch-Graetze (č. 20)                                                  | | Pohřbena do rodinné hrobky v Kladrubech 7. 12. 1895. | Zemřela ve věku 14 let na zánět pobřišnice. |
| 14.     | 18.       | Christiana z Windisch-Graetze          | 4. 12. 1895 Tachov               | Marie Gabriela z Auerspergu (č. 21)                                                            | | Pohřbena do rodinné hrobky v Kladrubech 7. 12. 1895. | Zemřela ve věku 14 let na zánět pobřišnice. |
| 15.     | (16.)     | Vilemína z Nostitz-Rokitnitz           | 23. 4. 1827 Praha                | Jan Václav z Nostitz-Rokitnitz 25. 1. 1791 Praha – 21. 10. 1852 Horka                          | 2. 6. 1853 Praha: August z Windisch-Graetze (č. 17)                                                             | | Dáma Řádu hvězdového kříže (1854) a palácová dáma. Narodily se jí následující děti: - 1. Marie Eleonora, provd. Hoensbroechová (1855–1935) - 2. Ferdinand (1859–1879; č. 10) |
| 15.     | (16.)     | Vilemína z Nostitz-Rokitnitz           | 25. 4. 1897 Vídeň                | Karolína z Clam-Gallasu 18. 12. 1798 – 20. 2. 1863                                             | 2. 6. 1853 Praha: August z Windisch-Graetze (č. 17)                                                             | | Dáma Řádu hvězdového kříže (1854) a palácová dáma. Narodily se jí následující děti: - 1. Marie Eleonora, provd. Hoensbroechová (1855–1935) - 2. Ferdinand (1859–1879; č. 10) |
| 16.     | 16.       | Ludvík Josef z Windisch-Graetze        | 13. 5. 1830 Vídeň                | Alfred I. z Windisch-Graetze (č. 8)                                                            | 8. 2. 1870 Prešpurk (Bratislava): Valerie Dessewffy de Csernek et Tárkö (č. 18)                                 | | Tajný rada (1883), c. k. generál jezdectva, majitel pěšího pluku č. 90, rytíř Řádu železné koruny 3. třídy (s válečnou dekorací; 1849), rytíř Leopoldova řádu (s válečnou dekorací; 1866), rytíř Řádu železné koruny 1. třídy (1886), rytíř Řádu zlatého rouna (1887), držitel velkokříže Leopoldova řádu (1893), držitel velkokříže Královského uherského řádu sv. Štěpána (1903), držitel pruského Řádu černé orlice (1893), člen uherské sněmovny magnátů, majitel statku Sárospatak. |
| 16.     | 16.       | Ludvík Josef z Windisch-Graetze        | 14. 3. 1904 Vídeň                | Marie Eleonora ze Schwarzenbergu (č. 5)                                                        | 8. 2. 1870 Prešpurk (Bratislava): Valerie Dessewffy de Csernek et Tárkö (č. 18)                                 | | Tajný rada (1883), c. k. generál jezdectva, majitel pěšího pluku č. 90, rytíř Řádu železné koruny 3. třídy (s válečnou dekorací; 1849), rytíř Leopoldova řádu (s válečnou dekorací; 1866), rytíř Řádu železné koruny 1. třídy (1886), rytíř Řádu zlatého rouna (1887), držitel velkokříže Leopoldova řádu (1893), držitel velkokříže Královského uherského řádu sv. Štěpána (1903), držitel pruského Řádu černé orlice (1893), člen uherské sněmovny magnátů, majitel statku Sárospatak. |
| 17.     | 16.       | August Josef z Windisch-Graetze        | 24. 7. 1828 Praha                | Alfred I. z Windisch-Graetze (č. 7)                                                            | 2. 6. 1853 Praha: Vilemína z Nostitz-Rokitnitz (č. 15)                                                          | | C. k. komoří (1862), tajný rada (1881), polní podmaršálek, rytíř Řádu železné koruny 1. třídy (1898). |
| 17.     | 16.       | August Josef z Windisch-Graetze        | 29. 8. 1910 Schwarzenbach        | Marie Eleonora ze Schwarzenbergu (č. 5)                                                        | 2. 6. 1853 Praha: Vilemína z Nostitz-Rokitnitz (č. 15)                                                          | | C. k. komoří (1862), tajný rada (1881), polní podmaršálek, rytíř Řádu železné koruny 1. třídy (1898). |
| 18.     | (16.)     | Valerie Dessewffy de Csernek et Tárkö  | 8. 10. 1843 Budapest             | Karel Emil Dessewffy de Csernek et Tárkö                                                       | 8. 2. 1870 Prešpurk (Bratislava): Ludvík Josef z Windisch-Graetze (č. 16)                                       | | Dáma Řádu hvězdového kříže (1883), palácová dáma, nositelka Řádu Alžběty 1. třídy. Narodily se jí následující děti: - 1. Karolina Pauline, provd. Henckel-Gaschinová (1871–1927) - 2. Mathilde Paula, provd. Sapieha-Kodenski (1873–1968) - 3. Pavel Emil (1876–1881; č. 12) - 4. Ludwig Alfred (1882–1968; 4. kníže Windisch-Graetz 1927–1928) |
| 18.     | (16.)     | Valerie Dessewffy de Csernek et Tárkö  | 11. 7. 1912 Sárospatak           | Paulina z Wenkheimu                                                                            | 8. 2. 1870 Prešpurk (Bratislava): Ludvík Josef z Windisch-Graetze (č. 16)                                       | | Dáma Řádu hvězdového kříže (1883), palácová dáma, nositelka Řádu Alžběty 1. třídy. Narodily se jí následující děti: - 1. Karolina Pauline, provd. Henckel-Gaschinová (1871–1927) - 2. Mathilde Paula, provd. Sapieha-Kodenski (1873–1968) - 3. Pavel Emil (1876–1881; č. 12) - 4. Ludwig Alfred (1882–1968; 4. kníže Windisch-Graetz 1927–1928) |
| 19.     | 18.       | Vincenc Alfréd z Windisch-Graetze      | 3. 9. 1882 Tachov                | Alfred III. August z Windisch-Graetze (č. 20)                                                  | | | C. k. poručík dragounů v záloze, diplomat. |
| 19.     | 18.       | Vincenc Alfréd z Windisch-Graetze      | 26. či 27. nebo 28. 3. 1913 Řím  | Marie Gabriela z Auerspergu (č. 21)                                                            | | | C. k. poručík dragounů v záloze, diplomat. |
| 20.     | 17.       | Alfred III. August z Windisch-Graetze  | 31. 10. 1851 Praha               | Alfred II. z Windisch-Graetze (č. 9)                                                           | 18. 6. 1877 Vídeň: Marie Gabriela z Auerspergu (č. 21)                                                          | Pohřben 28. 11. 1927 do rodinné hrobky v Kladrubech, jejíž výstavbu v roce 1886 dokončil.                                                                          | 3. kníže z Windisch-Graetze (1876–1927), dědičný člen rakouské Panské sněmovny, nejvyšší štolba ve Štýrsku, JUDr., tajný rada (1893), c. k. plukovník v záloze, rytíř Řádu zlatého rouna (1884), držitel velkokříže Královského uherského řádu sv. Štěpána (1895), předseda vlády Předlitavska (1893–1895), majitel statků Tachov, Štěkeň, Kladruby u Stříbra (od 1876). |
| 20.     | 17.       | Alfred III. August z Windisch-Graetze  | 23. 11. 1927 Tachov              | Hedvika z Lobkowicz (č. 6)                                                                     | 18. 6. 1877 Vídeň: Marie Gabriela z Auerspergu (č. 21)                                                          | Pohřben 28. 11. 1927 do rodinné hrobky v Kladrubech, jejíž výstavbu v roce 1886 dokončil.                                                                          | 3. kníže z Windisch-Graetze (1876–1927), dědičný člen rakouské Panské sněmovny, nejvyšší štolba ve Štýrsku, JUDr., tajný rada (1893), c. k. plukovník v záloze, rytíř Řádu zlatého rouna (1884), držitel velkokříže Královského uherského řádu sv. Štěpána (1895), předseda vlády Předlitavska (1893–1895), majitel statků Tachov, Štěkeň, Kladruby u Stříbra (od 1876). |
| 21.     | (17.)     | Marie Gabriela z Auerspergu            | 21. 2. 1855 Vídeň                | Vincenc Karel z Auerspergu 15. 7. 1812 Dornbach u Vídně – 7. 7. 1867 Hietzing                  | 18. 6. 1877 Vídeň: Alfred III. August z Windisch-Graetze (č. 20)                                                | | Dáma Řádu hvězdového kříže (1878), palácová dáma, nositelka Řádu Alžběty 1. třídy (1898), členka III. řádu sv. Františka. Narodily se jí následující děti: - 1. Marie Hedvika, provd. Szapáryová de Muraszombath (1878–1918) - 2. Alfréd Ludvík (1879–1880; č. 11) - 3. Christiana Marie (1881–1895; č. 14) - 4. Vincenc Alfréd (1882–1913; č. 19) - 5. Agnes Mathilde, provd. Thun und Hohensteinová (1884–1969; pohřbena na hřbitově ve Vídni-Hietzingu) - 6. Vilemína (1885–1886; č. 13) - 7. Maria-Aglaë, provd. Apponyiová de Nagy-Appony (1887–1961) |
| 21.     | (17.)     | Marie Gabriela z Auerspergu            | 1. 6. 1933 Tachov                | Vilemína z Colloredo-Mannsfeldu 16. 7. 1826 Milán – 19. 12. 1898 Vídeň                         | 18. 6. 1877 Vídeň: Alfred III. August z Windisch-Graetze (č. 20)                                                | | Dáma Řádu hvězdového kříže (1878), palácová dáma, nositelka Řádu Alžběty 1. třídy (1898), členka III. řádu sv. Františka. Narodily se jí následující děti: - 1. Marie Hedvika, provd. Szapáryová de Muraszombath (1878–1918) - 2. Alfréd Ludvík (1879–1880; č. 11) - 3. Christiana Marie (1881–1895; č. 14) - 4. Vincenc Alfréd (1882–1913; č. 19) - 5. Agnes Mathilde, provd. Thun und Hohensteinová (1884–1969; pohřbena na hřbitově ve Vídni-Hietzingu) - 6. Vilemína (1885–1886; č. 13) - 7. Maria-Aglaë, provd. Apponyiová de Nagy-Appony (1887–1961) |

### Rozmístění rakví
Čísla nad jménem odpovídají pořadí úmrtí podle předchozí tabulky. Nápisy jsou latinsky a vycházejí z fotografií.
| Pravá stěna       | Pravá stěna          | Pravá stěna   | Pravá stěna    | Pravá stěna      | Pravá stěna          | Pravá stěna |
| ----------------- | -------------------- | ------------- | -------------- | ---------------- | -------------------- | ----------- |
|                   |                      |               |                | 6.               | 9.                   | 8.          |
|                   |                      |               | Hedwigis       | Alfredus II.     | Leopoldus Victorinus |             |
| neidentifikováno  | 21.                  | 20.           | 7.             | 5.               | 4.                   |             |
| CHristiane (sic!) | Gabriela             | Alfredus III. | Alfredus I.    | Eleonora         | Maria Aglaja         |             |
| 14.               | 11. a 13.            | 19.           | 3.             | 2.               | 1.                   |             |
| Christiana        | Alfredus – Guilielma | Vincentius    | Leopoldina     | Josefus Nicolaus | Carolus Raimundus    |             |
| Levá stěna        |                      |               |                |                  |                      |             |
|                   |                      |               | urny           |                  |                      |             |
|                   |                      |               | ostatky mnichů | ostatky mnichů   | ostatky mnichů       |             |
| 16.               | 12.                  | 18.           |                |                  |                      |             |
| Ludovicus         | Paulus Emilius       | Valeria       | ostatky mnichů | ostatky mnichů   | ostatky mnichů       |             |
| 10.               | 15.                  | 17.           |                |                  |                      |             |
| Ferdinandus       | Guilielma            | Augustus      | ostatky mnichů | ostatky mnichů   | ostatky mnichů       |             |

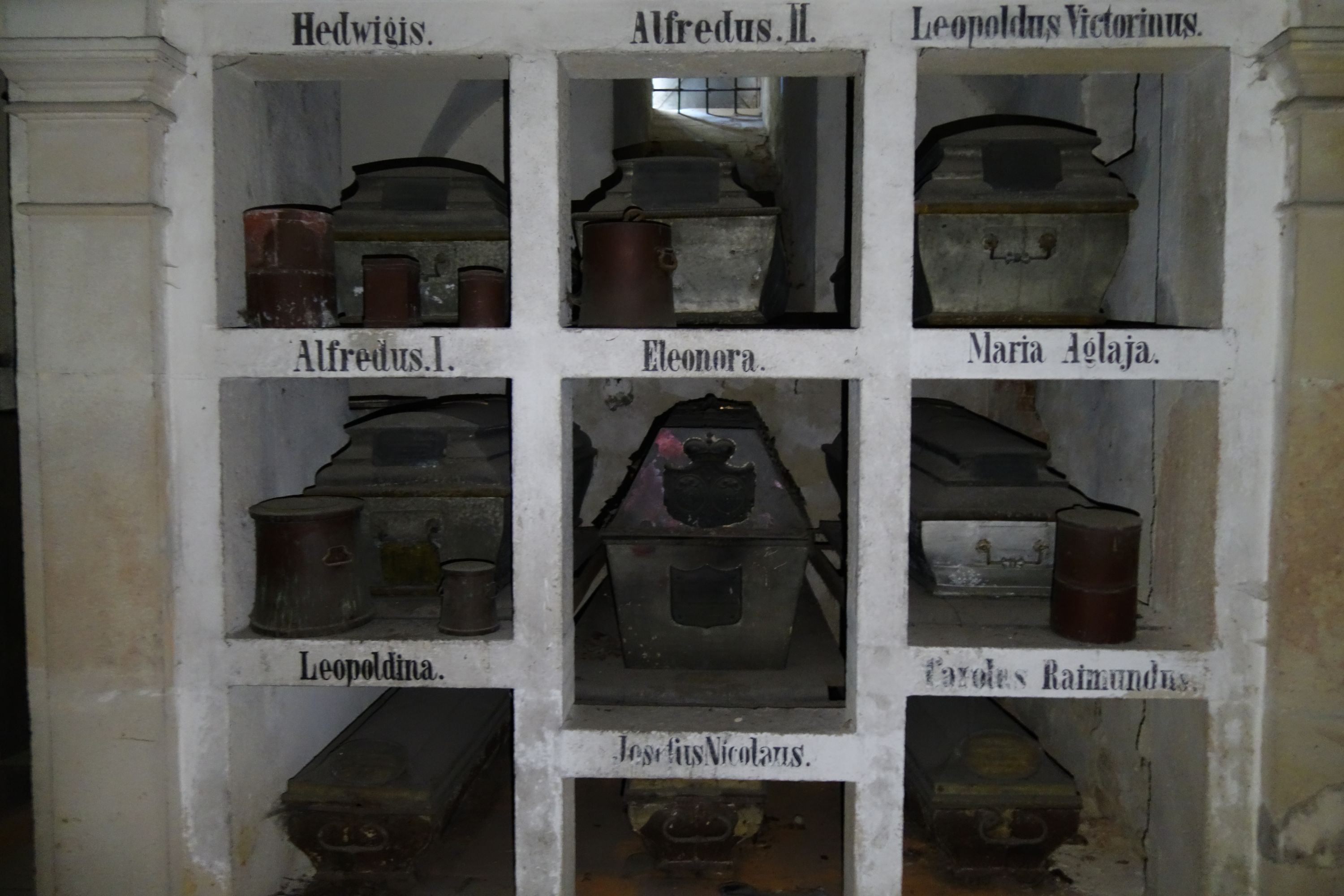
Pravá přední strana.
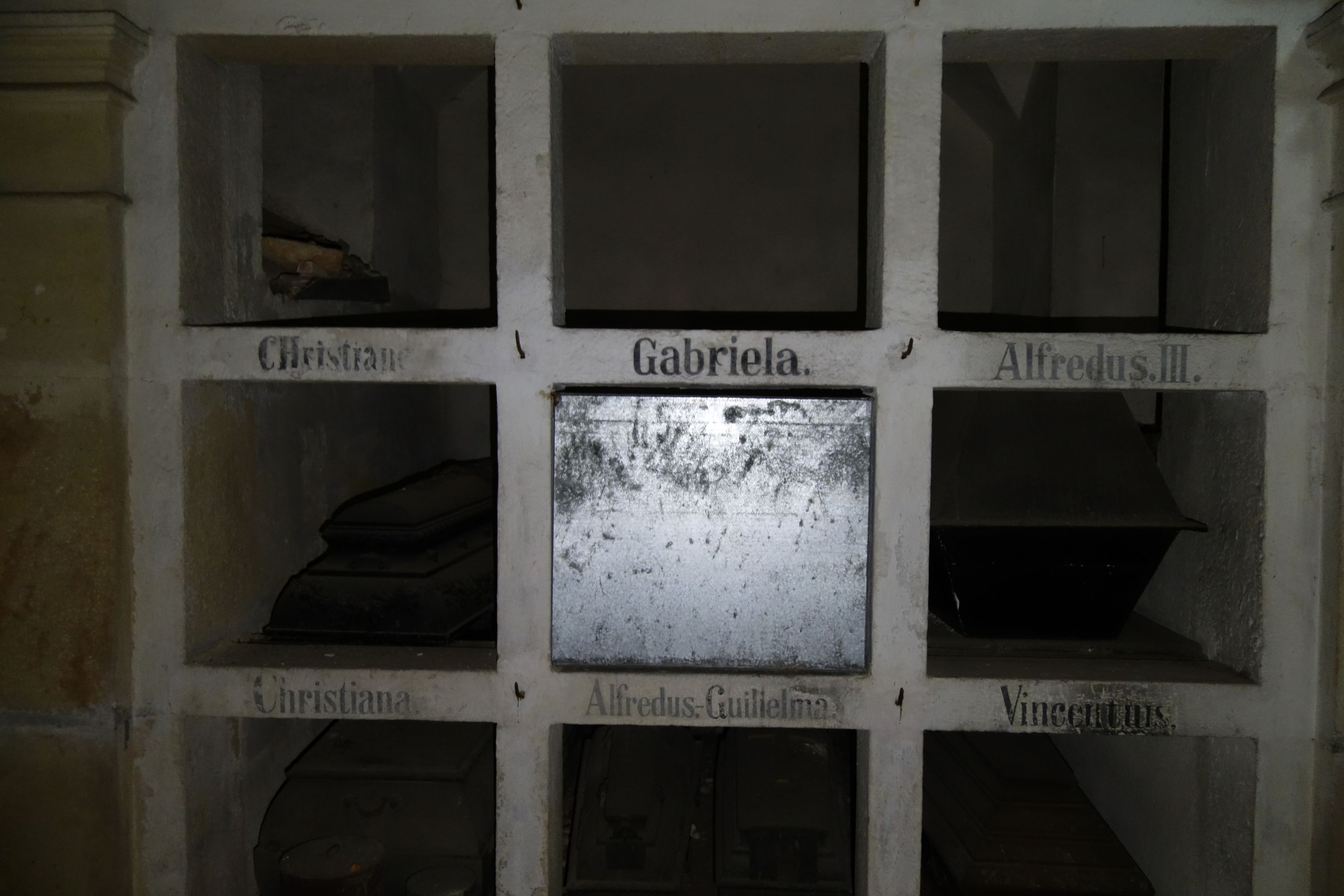
Pravá zadní stěna.
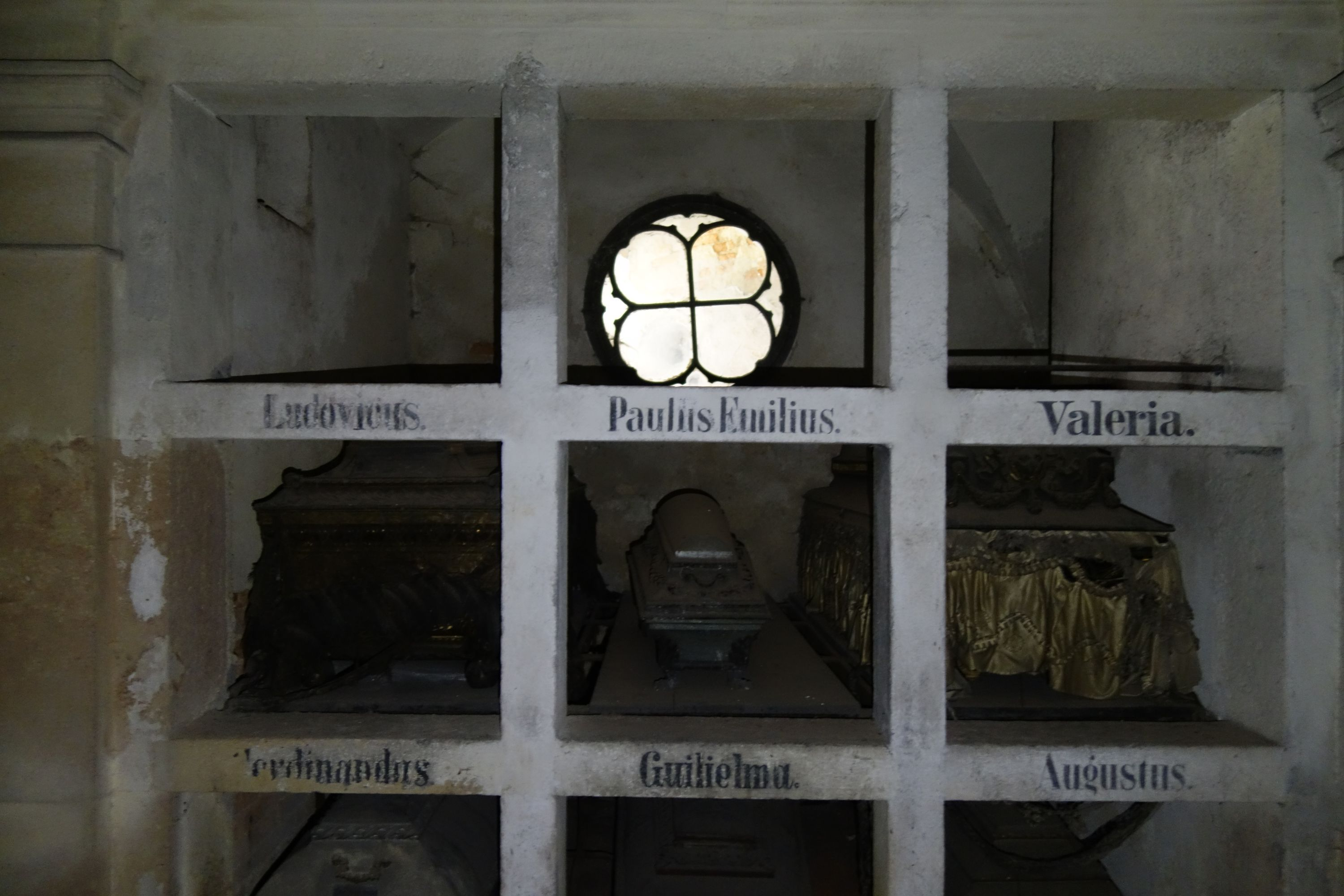
Levá přední strana.
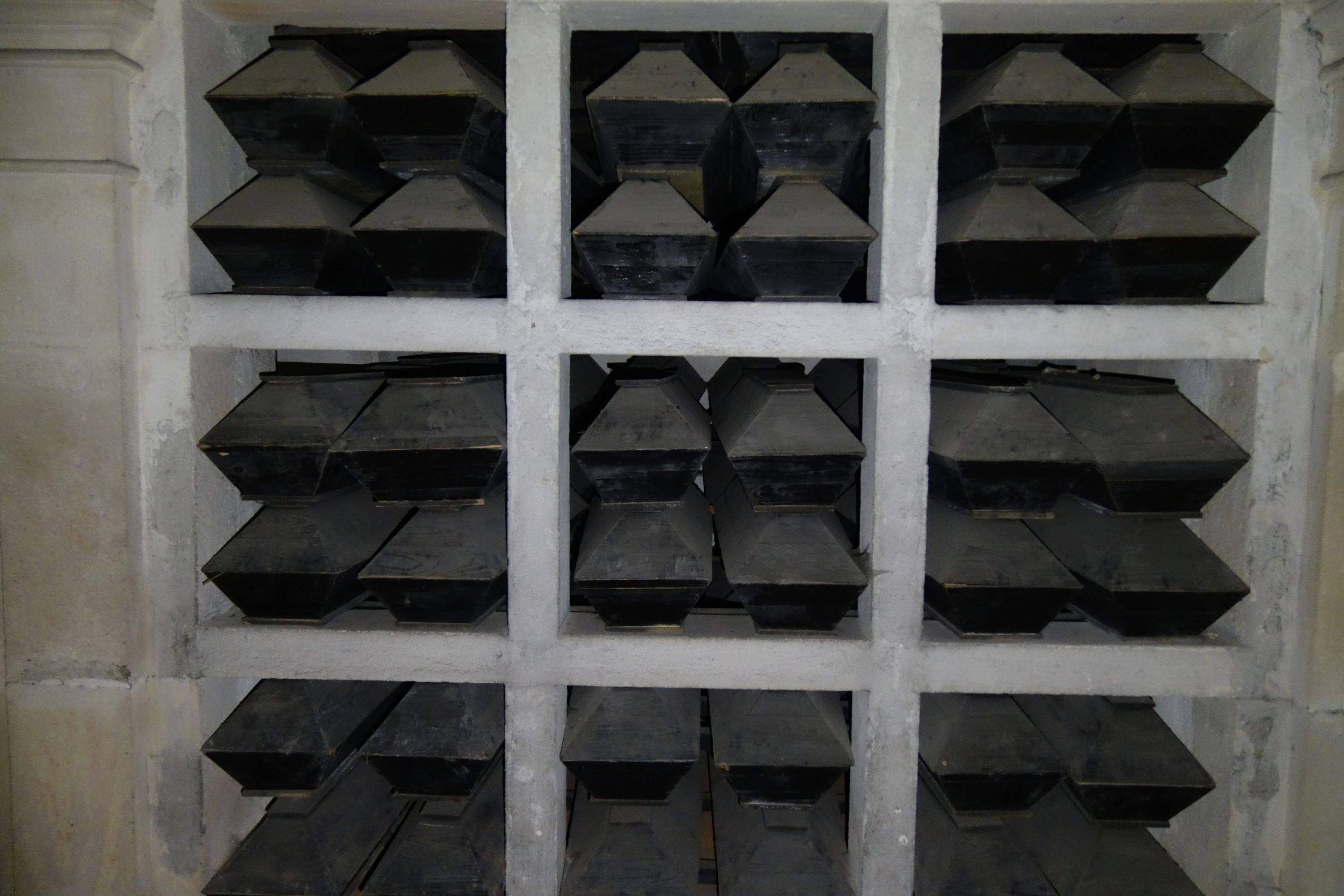
Levá zadní stěna (ostatky mnichů).

### Příbuzenské vztahy pohřbených
Následující schéma znázorňuje příbuzenské vztahy. Červeně orámovaní byli pohřbeni v hrobce, arabské číslice odpovídají pořadí úmrtí podle předchozí tabulky. Římské číslice představují pořadí manžela nebo manželky, pokud někdo uzavřel sňatek více než jednou. Modře je vyznačen Ludwig Alfred Viktorin Windisch-Graetz (1882–1968), kníže a hlava rodu v letech 1927–1928. Tučně jsou vyznačena knížata z Windisch-Graetze. Vzhledem k účelu schématu se nejedná o kompletní rodokmen Windisch-Graetzů.
|                                                 |                                                 |                                                 |                                                 |                                                              |                                                              | Leopold Karel z Windisch-Graetze 1718–1746                   | Leopold Karel z Windisch-Graetze 1718–1746                   | Leopold Karel z Windisch-Graetze 1718–1746                   | Leopold Karel z Windisch-Graetze 1718–1746                   | Leopold Karel z Windisch-Graetze 1718–1746                   | Leopold Karel z Windisch-Graetze 1718–1746                   |                                                               |                                                               |                                                               |                                                               |                                                               |                                                               | Marie Antonie z Khevenhülleru 1726–1746                      | Marie Antonie z Khevenhülleru 1726–1746                      | Marie Antonie z Khevenhülleru 1726–1746                      | Marie Antonie z Khevenhülleru 1726–1746                      | Marie Antonie z Khevenhülleru 1726–1746                 | Marie Antonie z Khevenhülleru 1726–1746                 |                                                         |                                                         |                                                  |                                                  |                                                  |                                                  |                               |                               |                                                       |                                                       |                                                       |                                                       |                                                       |                                                       |                                            |                                            |                                             |                                             |                                             |                                             |                                             |                                             |                                             |                                             |                                                       |                                                       |                                                       |                                                       |                                                       |                                                       |                                                               |                                                               |                                                               |                                                               |                                                               |                                                               |                                                     |                                                     |                                                                  |                                                                  |                                                                  |                                                                  |                                                                  |                                                                  |                                               |                                               |  |  |                                                             |                                                             |                                                             |                                                             |                                                             |                                                             |  |  |                                                           |                                                           |                                                           |                                                           |                                                           |                                                           |
|                                                 |                                                 |                                                 |                                                 |                                                              |                                                              | Leopold Karel z Windisch-Graetze 1718–1746                   | Leopold Karel z Windisch-Graetze 1718–1746                   | Leopold Karel z Windisch-Graetze 1718–1746                   | Leopold Karel z Windisch-Graetze 1718–1746                   | Leopold Karel z Windisch-Graetze 1718–1746                   | Leopold Karel z Windisch-Graetze 1718–1746                   |                                                               |                                                               |                                                               |                                                               |                                                               |                                                               | Marie Antonie z Khevenhülleru 1726–1746                      | Marie Antonie z Khevenhülleru 1726–1746                      | Marie Antonie z Khevenhülleru 1726–1746                      | Marie Antonie z Khevenhülleru 1726–1746                      | Marie Antonie z Khevenhülleru 1726–1746                 | Marie Antonie z Khevenhülleru 1726–1746                 |                                                         |                                                         |                                                  |                                                  |                                                  |                                                  |                               |                               |                                                       |                                                       |                                                       |                                                       |                                                       |                                                       |                                            |                                            |                                             |                                             |                                             |                                             |                                             |                                             |                                             |                                             |                                                       |                                                       |                                                       |                                                       |                                                       |                                                       |                                                               |                                                               |                                                               |                                                               |                                                               |                                                               |                                                     |                                                     |                                                                  |                                                                  |                                                                  |                                                                  |                                                                  |                                                                  |                                               |                                               |  |  |                                                             |                                                             |                                                             |                                                             |                                                             |                                                             |  |  |                                                           |                                                           |                                                           |                                                           |                                                           |                                                           |
|                                                 |                                                 |                                                 |                                                 |                                                              |                                                              |                                                              |                                                              |                                                              |                                                              |                                                              |                                                              |                                                               |                                                               |                                                               |                                                               |                                                               |                                                               |                                                              |                                                              |                                                              |                                                              |                                                         |                                                         |                                                         |                                                         |                                                  |                                                  |                                                  |                                                  |                               |                               |                                                       |                                                       |                                                       |                                                       |                                                       |                                                       |                                            |                                            |                                             |                                             |                                             |                                             |                                             |                                             |                                             |                                             |                                                       |                                                       |                                                       |                                                       |                                                       |                                                       |                                                               |                                                               |                                                               |                                                               |                                                               |                                                               |                                                     |                                                     |                                                                  |                                                                  |                                                                  |                                                                  |                                                                  |                                                                  |                                               |                                               |  |  |                                                             |                                                             |                                                             |                                                             |                                                             |                                                             |  |  |                                                           |                                                           |                                                           |                                                           |                                                           |                                                           |
|                                                 |                                                 |                                                 |                                                 |                                                              |                                                              |                                                              |                                                              |                                                              |                                                              |                                                              |                                                              |                                                               |                                                               |                                                               |                                                               |                                                               |                                                               |                                                              |                                                              |                                                              |                                                              |                                                         |                                                         |                                                         |                                                         |                                                  |                                                  |                                                  |                                                  |                               |                               |                                                       |                                                       |                                                       |                                                       |                                                       |                                                       |                                            |                                            |                                             |                                             |                                             |                                             |                                             |                                             |                                             |                                             |                                                       |                                                       |                                                       |                                                       |                                                       |                                                       |                                                               |                                                               |                                                               |                                                               |                                                               |                                                               |                                                     |                                                     |                                                                  |                                                                  |                                                                  |                                                                  |                                                                  |                                                                  |                                               |                                               |  |  |                                                             |                                                             |                                                             |                                                             |                                                             |                                                             |  |  |                                                           |                                                           |                                                           |                                                           |                                                           |                                                           |
|                                                 |                                                 |                                                 |                                                 | I. Marie Josefa Erdődy de Monyorókerék et Monoszló 1750–1777 | I. Marie Josefa Erdődy de Monyorókerék et Monoszló 1750–1777 | I. Marie Josefa Erdődy de Monyorókerék et Monoszló 1750–1777 | I. Marie Josefa Erdődy de Monyorókerék et Monoszló 1750–1777 | I. Marie Josefa Erdődy de Monyorókerék et Monoszló 1750–1777 | I. Marie Josefa Erdődy de Monyorókerék et Monoszló 1750–1777 |                                                              |                                                              | 2. Josef Mikuláš z Windisch-Graetze 1744–1802                 | 2. Josef Mikuláš z Windisch-Graetze 1744–1802                 | 2. Josef Mikuláš z Windisch-Graetze 1744–1802                 | 2. Josef Mikuláš z Windisch-Graetze 1744–1802                 | 2. Josef Mikuláš z Windisch-Graetze 1744–1802                 | 2. Josef Mikuláš z Windisch-Graetze 1744–1802                 |                                                              |                                                              | 3. II. Marie Františka Leopoldina z Arenbergu 1751–1812      | 3. II. Marie Františka Leopoldina z Arenbergu 1751–1812      | 3. II. Marie Františka Leopoldina z Arenbergu 1751–1812 | 3. II. Marie Františka Leopoldina z Arenbergu 1751–1812 | 3. II. Marie Františka Leopoldina z Arenbergu 1751–1812 | 3. II. Marie Františka Leopoldina z Arenbergu 1751–1812 |                                                  |                                                  |                                                  |                                                  |                               |                               |                                                       |                                                       |                                                       |                                                       |                                                       |                                                       |                                            |                                            |                                             |                                             |                                             |                                             |                                             |                                             |                                             |                                             |                                                       |                                                       |                                                       |                                                       |                                                       |                                                       |                                                               |                                                               |                                                               |                                                               |                                                               |                                                               |                                                     |                                                     |                                                                  |                                                                  |                                                                  |                                                                  |                                                                  |                                                                  |                                               |                                               |  |  |                                                             |                                                             |                                                             |                                                             |                                                             |                                                             |  |  |                                                           |                                                           |                                                           |                                                           |                                                           |                                                           |
|                                                 |                                                 |                                                 |                                                 | I. Marie Josefa Erdődy de Monyorókerék et Monoszló 1750–1777 | I. Marie Josefa Erdődy de Monyorókerék et Monoszló 1750–1777 | I. Marie Josefa Erdődy de Monyorókerék et Monoszló 1750–1777 | I. Marie Josefa Erdődy de Monyorókerék et Monoszló 1750–1777 | I. Marie Josefa Erdődy de Monyorókerék et Monoszló 1750–1777 | I. Marie Josefa Erdődy de Monyorókerék et Monoszló 1750–1777 |                                                              |                                                              | 2. Josef Mikuláš z Windisch-Graetze 1744–1802                 | 2. Josef Mikuláš z Windisch-Graetze 1744–1802                 | 2. Josef Mikuláš z Windisch-Graetze 1744–1802                 | 2. Josef Mikuláš z Windisch-Graetze 1744–1802                 | 2. Josef Mikuláš z Windisch-Graetze 1744–1802                 | 2. Josef Mikuláš z Windisch-Graetze 1744–1802                 |                                                              |                                                              | 3. II. Marie Františka Leopoldina z Arenbergu 1751–1812      | 3. II. Marie Františka Leopoldina z Arenbergu 1751–1812      | 3. II. Marie Františka Leopoldina z Arenbergu 1751–1812 | 3. II. Marie Františka Leopoldina z Arenbergu 1751–1812 | 3. II. Marie Františka Leopoldina z Arenbergu 1751–1812 | 3. II. Marie Františka Leopoldina z Arenbergu 1751–1812 |                                                  |                                                  |                                                  |                                                  |                               |                               |                                                       |                                                       |                                                       |                                                       |                                                       |                                                       |                                            |                                            |                                             |                                             |                                             |                                             |                                             |                                             |                                             |                                             |                                                       |                                                       |                                                       |                                                       |                                                       |                                                       |                                                               |                                                               |                                                               |                                                               |                                                               |                                                               |                                                     |                                                     |                                                                  |                                                                  |                                                                  |                                                                  |                                                                  |                                                                  |                                               |                                               |  |  |                                                             |                                                             |                                                             |                                                             |                                                             |                                                             |  |  |                                                           |                                                           |                                                           |                                                           |                                                           |                                                           |
|                                                 |                                                 |                                                 |                                                 |                                                              |                                                              |                                                              |                                                              |                                                              |                                                              |                                                              |                                                              |                                                               |                                                               |                                                               |                                                               |                                                               |                                                               |                                                              |                                                              |                                                              |                                                              |                                                         |                                                         |                                                         |                                                         |                                                  |                                                  |                                                  |                                                  |                               |                               |                                                       |                                                       |                                                       |                                                       |                                                       |                                                       |                                            |                                            |                                             |                                             |                                             |                                             |                                             |                                             |                                             |                                             |                                                       |                                                       |                                                       |                                                       |                                                       |                                                       |                                                               |                                                               |                                                               |                                                               |                                                               |                                                               |                                                     |                                                     |                                                                  |                                                                  |                                                                  |                                                                  |                                                                  |                                                                  |                                               |                                               |  |  |                                                             |                                                             |                                                             |                                                             |                                                             |                                                             |  |  |                                                           |                                                           |                                                           |                                                           |                                                           |                                                           |
|                                                 |                                                 |                                                 |                                                 |                                                              |                                                              |                                                              |                                                              |                                                              |                                                              |                                                              |                                                              |                                                               |                                                               |                                                               |                                                               |                                                               |                                                               |                                                              |                                                              |                                                              |                                                              |                                                         |                                                         |                                                         |                                                         |                                                  |                                                  |                                                  |                                                  |                               |                               |                                                       |                                                       |                                                       |                                                       |                                                       |                                                       |                                            |                                            |                                             |                                             |                                             |                                             |                                             |                                             |                                             |                                             |                                                       |                                                       |                                                       |                                                       |                                                       |                                                       |                                                               |                                                               |                                                               |                                                               |                                                               |                                                               |                                                     |                                                     |                                                                  |                                                                  |                                                                  |                                                                  |                                                                  |                                                                  |                                               |                                               |  |  |                                                             |                                                             |                                                             |                                                             |                                                             |                                                             |  |  |                                                           |                                                           |                                                           |                                                           |                                                           |                                                           |
| Josef Ludvík z Windisch-Graetze 1769–1791       | Josef Ludvík z Windisch-Graetze 1769–1791       | Josef Ludvík z Windisch-Graetze 1769–1791       | Josef Ludvík z Windisch-Graetze 1769–1791       | Josef Ludvík z Windisch-Graetze 1769–1791                    | Josef Ludvík z Windisch-Graetze 1769–1791                    |                                                              |                                                              | 1. Karel Raimund z Windisch-Graetze 1767–1791                | 1. Karel Raimund z Windisch-Graetze 1767–1791                | 1. Karel Raimund z Windisch-Graetze 1767–1791                | 1. Karel Raimund z Windisch-Graetze 1767–1791                | 1. Karel Raimund z Windisch-Graetze 1767–1791                 | 1. Karel Raimund z Windisch-Graetze 1767–1791                 |                                                               |                                                               | 7. Alfred I. Candidus z Windisch-Graetze, 1. kníže 1787–1862  | 7. Alfred I. Candidus z Windisch-Graetze, 1. kníže 1787–1862  | 7. Alfred I. Candidus z Windisch-Graetze, 1. kníže 1787–1862 | 7. Alfred I. Candidus z Windisch-Graetze, 1. kníže 1787–1862 | 7. Alfred I. Candidus z Windisch-Graetze, 1. kníže 1787–1862 | 7. Alfred I. Candidus z Windisch-Graetze, 1. kníže 1787–1862 |                                                         |                                                         | 5. Marie Eleonora ze Schwarzenbergu 1796–1848           | 5. Marie Eleonora ze Schwarzenbergu 1796–1848           | 5. Marie Eleonora ze Schwarzenbergu 1796–1848    | 5. Marie Eleonora ze Schwarzenbergu 1796–1848    | 5. Marie Eleonora ze Schwarzenbergu 1796–1848    | 5. Marie Eleonora ze Schwarzenbergu 1796–1848    |                               |                               | Adelheid Aglaja z Windisch-Graetze 1788–1806          | Adelheid Aglaja z Windisch-Graetze 1788–1806          | Adelheid Aglaja z Windisch-Graetze 1788–1806          | Adelheid Aglaja z Windisch-Graetze 1788–1806          | Adelheid Aglaja z Windisch-Graetze 1788–1806          | Adelheid Aglaja z Windisch-Graetze 1788–1806          |                                            |                                            | Karel Vilém z Auerspergu 1782–1827          | Karel Vilém z Auerspergu 1782–1827          | Karel Vilém z Auerspergu 1782–1827          | Karel Vilém z Auerspergu 1782–1827          | Karel Vilém z Auerspergu 1782–1827          | Karel Vilém z Auerspergu 1782–1827          |                                             |                                             | Žofie Ludovika z Windisch-Graetze 1784–1848           | Žofie Ludovika z Windisch-Graetze 1784–1848           | Žofie Ludovika z Windisch-Graetze 1784–1848           | Žofie Ludovika z Windisch-Graetze 1784–1848           | Žofie Ludovika z Windisch-Graetze 1784–1848           | Žofie Ludovika z Windisch-Graetze 1784–1848           |                                                               |                                                               | Karel z Löwenstein-Wertheim-Rosenbergu 1783–1849              | Karel z Löwenstein-Wertheim-Rosenbergu 1783–1849              | Karel z Löwenstein-Wertheim-Rosenbergu 1783–1849              | Karel z Löwenstein-Wertheim-Rosenbergu 1783–1849              | Karel z Löwenstein-Wertheim-Rosenbergu 1783–1849    | Karel z Löwenstein-Wertheim-Rosenbergu 1783–1849    |                                                                  |                                                                  | Eulalie Flora z Windisch-Graetze 1786–1812                       | Eulalie Flora z Windisch-Graetze 1786–1812                       | Eulalie Flora z Windisch-Graetze 1786–1812                       | Eulalie Flora z Windisch-Graetze 1786–1812                       | Eulalie Flora z Windisch-Graetze 1786–1812    | Eulalie Flora z Windisch-Graetze 1786–1812    |  |  | Weriand Alois z Windisch-Graetze, kníže II. linie 1790–1867 | Weriand Alois z Windisch-Graetze, kníže II. linie 1790–1867 | Weriand Alois z Windisch-Graetze, kníže II. linie 1790–1867 | Weriand Alois z Windisch-Graetze, kníže II. linie 1790–1867 | Weriand Alois z Windisch-Graetze, kníže II. linie 1790–1867 | Weriand Alois z Windisch-Graetze, kníže II. linie 1790–1867 |  |  | Marie Eleonora z Lobkowicz 1795–1876                      | Marie Eleonora z Lobkowicz 1795–1876                      | Marie Eleonora z Lobkowicz 1795–1876                      | Marie Eleonora z Lobkowicz 1795–1876                      | Marie Eleonora z Lobkowicz 1795–1876                      | Marie Eleonora z Lobkowicz 1795–1876                      |
| Josef Ludvík z Windisch-Graetze 1769–1791       | Josef Ludvík z Windisch-Graetze 1769–1791       | Josef Ludvík z Windisch-Graetze 1769–1791       | Josef Ludvík z Windisch-Graetze 1769–1791       | Josef Ludvík z Windisch-Graetze 1769–1791                    | Josef Ludvík z Windisch-Graetze 1769–1791                    |                                                              |                                                              | 1. Karel Raimund z Windisch-Graetze 1767–1791                | 1. Karel Raimund z Windisch-Graetze 1767–1791                | 1. Karel Raimund z Windisch-Graetze 1767–1791                | 1. Karel Raimund z Windisch-Graetze 1767–1791                | 1. Karel Raimund z Windisch-Graetze 1767–1791                 | 1. Karel Raimund z Windisch-Graetze 1767–1791                 |                                                               |                                                               | 7. Alfred I. Candidus z Windisch-Graetze, 1. kníže 1787–1862  | 7. Alfred I. Candidus z Windisch-Graetze, 1. kníže 1787–1862  | 7. Alfred I. Candidus z Windisch-Graetze, 1. kníže 1787–1862 | 7. Alfred I. Candidus z Windisch-Graetze, 1. kníže 1787–1862 | 7. Alfred I. Candidus z Windisch-Graetze, 1. kníže 1787–1862 | 7. Alfred I. Candidus z Windisch-Graetze, 1. kníže 1787–1862 |                                                         |                                                         | 5. Marie Eleonora ze Schwarzenbergu 1796–1848           | 5. Marie Eleonora ze Schwarzenbergu 1796–1848           | 5. Marie Eleonora ze Schwarzenbergu 1796–1848    | 5. Marie Eleonora ze Schwarzenbergu 1796–1848    | 5. Marie Eleonora ze Schwarzenbergu 1796–1848    | 5. Marie Eleonora ze Schwarzenbergu 1796–1848    |                               |                               | Adelheid Aglaja z Windisch-Graetze 1788–1806          | Adelheid Aglaja z Windisch-Graetze 1788–1806          | Adelheid Aglaja z Windisch-Graetze 1788–1806          | Adelheid Aglaja z Windisch-Graetze 1788–1806          | Adelheid Aglaja z Windisch-Graetze 1788–1806          | Adelheid Aglaja z Windisch-Graetze 1788–1806          |                                            |                                            | Karel Vilém z Auerspergu 1782–1827          | Karel Vilém z Auerspergu 1782–1827          | Karel Vilém z Auerspergu 1782–1827          | Karel Vilém z Auerspergu 1782–1827          | Karel Vilém z Auerspergu 1782–1827          | Karel Vilém z Auerspergu 1782–1827          |                                             |                                             | Žofie Ludovika z Windisch-Graetze 1784–1848           | Žofie Ludovika z Windisch-Graetze 1784–1848           | Žofie Ludovika z Windisch-Graetze 1784–1848           | Žofie Ludovika z Windisch-Graetze 1784–1848           | Žofie Ludovika z Windisch-Graetze 1784–1848           | Žofie Ludovika z Windisch-Graetze 1784–1848           |                                                               |                                                               | Karel z Löwenstein-Wertheim-Rosenbergu 1783–1849              | Karel z Löwenstein-Wertheim-Rosenbergu 1783–1849              | Karel z Löwenstein-Wertheim-Rosenbergu 1783–1849              | Karel z Löwenstein-Wertheim-Rosenbergu 1783–1849              | Karel z Löwenstein-Wertheim-Rosenbergu 1783–1849    | Karel z Löwenstein-Wertheim-Rosenbergu 1783–1849    |                                                                  |                                                                  | Eulalie Flora z Windisch-Graetze 1786–1812                       | Eulalie Flora z Windisch-Graetze 1786–1812                       | Eulalie Flora z Windisch-Graetze 1786–1812                       | Eulalie Flora z Windisch-Graetze 1786–1812                       | Eulalie Flora z Windisch-Graetze 1786–1812    | Eulalie Flora z Windisch-Graetze 1786–1812    |  |  | Weriand Alois z Windisch-Graetze, kníže II. linie 1790–1867 | Weriand Alois z Windisch-Graetze, kníže II. linie 1790–1867 | Weriand Alois z Windisch-Graetze, kníže II. linie 1790–1867 | Weriand Alois z Windisch-Graetze, kníže II. linie 1790–1867 | Weriand Alois z Windisch-Graetze, kníže II. linie 1790–1867 | Weriand Alois z Windisch-Graetze, kníže II. linie 1790–1867 |  |  | Marie Eleonora z Lobkowicz 1795–1876                      | Marie Eleonora z Lobkowicz 1795–1876                      | Marie Eleonora z Lobkowicz 1795–1876                      | Marie Eleonora z Lobkowicz 1795–1876                      | Marie Eleonora z Lobkowicz 1795–1876                      | Marie Eleonora z Lobkowicz 1795–1876                      |
|                                                 |                                                 |                                                 |                                                 |                                                              |                                                              |                                                              |                                                              |                                                              |                                                              |                                                              |                                                              |                                                               |                                                               |                                                               |                                                               |                                                               |                                                               |                                                              |                                                              |                                                              |                                                              |                                                         |                                                         |                                                         |                                                         |                                                  |                                                  |                                                  |                                                  |                               |                               |                                                       |                                                       |                                                       |                                                       |                                                       |                                                       |                                            |                                            |                                             |                                             |                                             |                                             |                                             |                                             |                                             |                                             |                                                       |                                                       |                                                       |                                                       |                                                       |                                                       |                                                               |                                                               |                                                               |                                                               |                                                               |                                                               |                                                     |                                                     |                                                                  |                                                                  |                                                                  |                                                                  |                                                                  |                                                                  |                                               |                                               |  |  |                                                             |                                                             |                                                             |                                                             |                                                             |                                                             |  |  |                                                           |                                                           |                                                           |                                                           |                                                           |                                                           |
|                                                 |                                                 |                                                 |                                                 |                                                              |                                                              |                                                              |                                                              |                                                              |                                                              |                                                              |                                                              |                                                               |                                                               |                                                               |                                                               |                                                               |                                                               |                                                              |                                                              |                                                              |                                                              |                                                         |                                                         |                                                         |                                                         |                                                  |                                                  |                                                  |                                                  |                               |                               |                                                       |                                                       |                                                       |                                                       |                                                       |                                                       |                                            |                                            |                                             |                                             |                                             |                                             |                                             |                                             |                                             |                                             |                                                       |                                                       |                                                       |                                                       |                                                       |                                                       |                                                               |                                                               |                                                               |                                                               |                                                               |                                                               |                                                     |                                                     |                                                                  |                                                                  |                                                                  |                                                                  |                                                                  |                                                                  |                                               |                                               |  |  |                                                             |                                                             |                                                             |                                                             |                                                             |                                                             |  |  |                                                           |                                                           |                                                           |                                                           |                                                           |                                                           |
| 4. Aglaja Eleonora z Windisch-Graetze 1818–1845 | 4. Aglaja Eleonora z Windisch-Graetze 1818–1845 | 4. Aglaja Eleonora z Windisch-Graetze 1818–1845 | 4. Aglaja Eleonora z Windisch-Graetze 1818–1845 | 4. Aglaja Eleonora z Windisch-Graetze 1818–1845              | 4. Aglaja Eleonora z Windisch-Graetze 1818–1845              |                                                              |                                                              | 9. Alfred II. Mikuláš z Windisch-Graetze, 2. kníže 1819–1876 | 9. Alfred II. Mikuláš z Windisch-Graetze, 2. kníže 1819–1876 | 9. Alfred II. Mikuláš z Windisch-Graetze, 2. kníže 1819–1876 | 9. Alfred II. Mikuláš z Windisch-Graetze, 2. kníže 1819–1876 | 9. Alfred II. Mikuláš z Windisch-Graetze, 2. kníže 1819–1876  | 9. Alfred II. Mikuláš z Windisch-Graetze, 2. kníže 1819–1876  |                                                               |                                                               | 6. Hedvika z Lobkowicz 1829–1852                              | 6. Hedvika z Lobkowicz 1829–1852                              | 6. Hedvika z Lobkowicz 1829–1852                             | 6. Hedvika z Lobkowicz 1829–1852                             | 6. Hedvika z Lobkowicz 1829–1852                             | 6. Hedvika z Lobkowicz 1829–1852                             |                                                         |                                                         | 8. Leopold Viktorin z Windisch-Graetze 1824–1869        | 8. Leopold Viktorin z Windisch-Graetze 1824–1869        | 8. Leopold Viktorin z Windisch-Graetze 1824–1869 | 8. Leopold Viktorin z Windisch-Graetze 1824–1869 | 8. Leopold Viktorin z Windisch-Graetze 1824–1869 | 8. Leopold Viktorin z Windisch-Graetze 1824–1869 |                               |                               | 17. August Josef Mikuláš z Windisch-Graetze 1828–1910 | 17. August Josef Mikuláš z Windisch-Graetze 1828–1910 | 17. August Josef Mikuláš z Windisch-Graetze 1828–1910 | 17. August Josef Mikuláš z Windisch-Graetze 1828–1910 | 17. August Josef Mikuláš z Windisch-Graetze 1828–1910 | 17. August Josef Mikuláš z Windisch-Graetze 1828–1910 |                                            |                                            | 15. Vilemína z Nostitz-Rokitnitz 1827–1897  | 15. Vilemína z Nostitz-Rokitnitz 1827–1897  | 15. Vilemína z Nostitz-Rokitnitz 1827–1897  | 15. Vilemína z Nostitz-Rokitnitz 1827–1897  | 15. Vilemína z Nostitz-Rokitnitz 1827–1897  | 15. Vilemína z Nostitz-Rokitnitz 1827–1897  |                                             |                                             | 16. Ludvík Josef Mikuláš z Windisch-Graetze 1830–1904 | 16. Ludvík Josef Mikuláš z Windisch-Graetze 1830–1904 | 16. Ludvík Josef Mikuláš z Windisch-Graetze 1830–1904 | 16. Ludvík Josef Mikuláš z Windisch-Graetze 1830–1904 | 16. Ludvík Josef Mikuláš z Windisch-Graetze 1830–1904 | 16. Ludvík Josef Mikuláš z Windisch-Graetze 1830–1904 |                                                               |                                                               | 18. Valerie Dessewffy de Csernek et Tárkö 1843–1912           | 18. Valerie Dessewffy de Csernek et Tárkö 1843–1912           | 18. Valerie Dessewffy de Csernek et Tárkö 1843–1912           | 18. Valerie Dessewffy de Csernek et Tárkö 1843–1912           | 18. Valerie Dessewffy de Csernek et Tárkö 1843–1912 | 18. Valerie Dessewffy de Csernek et Tárkö 1843–1912 |                                                                  |                                                                  | Matylda Eleonora z Windisch-Graetze 1835–1907                    | Matylda Eleonora z Windisch-Graetze 1835–1907                    | Matylda Eleonora z Windisch-Graetze 1835–1907                    | Matylda Eleonora z Windisch-Graetze 1835–1907                    | Matylda Eleonora z Windisch-Graetze 1835–1907 | Matylda Eleonora z Windisch-Graetze 1835–1907 |  |  | Karel Vincenc z Windisch-Graetze 1821–1859                  | Karel Vincenc z Windisch-Graetze 1821–1859                  | Karel Vincenc z Windisch-Graetze 1821–1859                  | Karel Vincenc z Windisch-Graetze 1821–1859                  | Karel Vincenc z Windisch-Graetze 1821–1859                  | Karel Vincenc z Windisch-Graetze 1821–1859                  |  |  | Hugo Alfréd z Windisch-Graetze, kníže II. linie 1823–1904 | Hugo Alfréd z Windisch-Graetze, kníže II. linie 1823–1904 | Hugo Alfréd z Windisch-Graetze, kníže II. linie 1823–1904 | Hugo Alfréd z Windisch-Graetze, kníže II. linie 1823–1904 | Hugo Alfréd z Windisch-Graetze, kníže II. linie 1823–1904 | Hugo Alfréd z Windisch-Graetze, kníže II. linie 1823–1904 |
| 4. Aglaja Eleonora z Windisch-Graetze 1818–1845 | 4. Aglaja Eleonora z Windisch-Graetze 1818–1845 | 4. Aglaja Eleonora z Windisch-Graetze 1818–1845 | 4. Aglaja Eleonora z Windisch-Graetze 1818–1845 | 4. Aglaja Eleonora z Windisch-Graetze 1818–1845              | 4. Aglaja Eleonora z Windisch-Graetze 1818–1845              |                                                              |                                                              | 9. Alfred II. Mikuláš z Windisch-Graetze, 2. kníže 1819–1876 | 9. Alfred II. Mikuláš z Windisch-Graetze, 2. kníže 1819–1876 | 9. Alfred II. Mikuláš z Windisch-Graetze, 2. kníže 1819–1876 | 9. Alfred II. Mikuláš z Windisch-Graetze, 2. kníže 1819–1876 | 9. Alfred II. Mikuláš z Windisch-Graetze, 2. kníže 1819–1876  | 9. Alfred II. Mikuláš z Windisch-Graetze, 2. kníže 1819–1876  |                                                               |                                                               | 6. Hedvika z Lobkowicz 1829–1852                              | 6. Hedvika z Lobkowicz 1829–1852                              | 6. Hedvika z Lobkowicz 1829–1852                             | 6. Hedvika z Lobkowicz 1829–1852                             | 6. Hedvika z Lobkowicz 1829–1852                             | 6. Hedvika z Lobkowicz 1829–1852                             |                                                         |                                                         | 8. Leopold Viktorin z Windisch-Graetze 1824–1869        | 8. Leopold Viktorin z Windisch-Graetze 1824–1869        | 8. Leopold Viktorin z Windisch-Graetze 1824–1869 | 8. Leopold Viktorin z Windisch-Graetze 1824–1869 | 8. Leopold Viktorin z Windisch-Graetze 1824–1869 | 8. Leopold Viktorin z Windisch-Graetze 1824–1869 |                               |                               | 17. August Josef Mikuláš z Windisch-Graetze 1828–1910 | 17. August Josef Mikuláš z Windisch-Graetze 1828–1910 | 17. August Josef Mikuláš z Windisch-Graetze 1828–1910 | 17. August Josef Mikuláš z Windisch-Graetze 1828–1910 | 17. August Josef Mikuláš z Windisch-Graetze 1828–1910 | 17. August Josef Mikuláš z Windisch-Graetze 1828–1910 |                                            |                                            | 15. Vilemína z Nostitz-Rokitnitz 1827–1897  | 15. Vilemína z Nostitz-Rokitnitz 1827–1897  | 15. Vilemína z Nostitz-Rokitnitz 1827–1897  | 15. Vilemína z Nostitz-Rokitnitz 1827–1897  | 15. Vilemína z Nostitz-Rokitnitz 1827–1897  | 15. Vilemína z Nostitz-Rokitnitz 1827–1897  |                                             |                                             | 16. Ludvík Josef Mikuláš z Windisch-Graetze 1830–1904 | 16. Ludvík Josef Mikuláš z Windisch-Graetze 1830–1904 | 16. Ludvík Josef Mikuláš z Windisch-Graetze 1830–1904 | 16. Ludvík Josef Mikuláš z Windisch-Graetze 1830–1904 | 16. Ludvík Josef Mikuláš z Windisch-Graetze 1830–1904 | 16. Ludvík Josef Mikuláš z Windisch-Graetze 1830–1904 |                                                               |                                                               | 18. Valerie Dessewffy de Csernek et Tárkö 1843–1912           | 18. Valerie Dessewffy de Csernek et Tárkö 1843–1912           | 18. Valerie Dessewffy de Csernek et Tárkö 1843–1912           | 18. Valerie Dessewffy de Csernek et Tárkö 1843–1912           | 18. Valerie Dessewffy de Csernek et Tárkö 1843–1912 | 18. Valerie Dessewffy de Csernek et Tárkö 1843–1912 |                                                                  |                                                                  | Matylda Eleonora z Windisch-Graetze 1835–1907                    | Matylda Eleonora z Windisch-Graetze 1835–1907                    | Matylda Eleonora z Windisch-Graetze 1835–1907                    | Matylda Eleonora z Windisch-Graetze 1835–1907                    | Matylda Eleonora z Windisch-Graetze 1835–1907 | Matylda Eleonora z Windisch-Graetze 1835–1907 |  |  | Karel Vincenc z Windisch-Graetze 1821–1859                  | Karel Vincenc z Windisch-Graetze 1821–1859                  | Karel Vincenc z Windisch-Graetze 1821–1859                  | Karel Vincenc z Windisch-Graetze 1821–1859                  | Karel Vincenc z Windisch-Graetze 1821–1859                  | Karel Vincenc z Windisch-Graetze 1821–1859                  |  |  | Hugo Alfréd z Windisch-Graetze, kníže II. linie 1823–1904 | Hugo Alfréd z Windisch-Graetze, kníže II. linie 1823–1904 | Hugo Alfréd z Windisch-Graetze, kníže II. linie 1823–1904 | Hugo Alfréd z Windisch-Graetze, kníže II. linie 1823–1904 | Hugo Alfréd z Windisch-Graetze, kníže II. linie 1823–1904 | Hugo Alfréd z Windisch-Graetze, kníže II. linie 1823–1904 |
|                                                 |                                                 |                                                 |                                                 |                                                              |                                                              |                                                              |                                                              |                                                              |                                                              |                                                              |                                                              |                                                               |                                                               |                                                               |                                                               |                                                               |                                                               |                                                              |                                                              |                                                              |                                                              |                                                         |                                                         |                                                         |                                                         |                                                  |                                                  |                                                  |                                                  |                               |                               |                                                       |                                                       |                                                       |                                                       |                                                       |                                                       |                                            |                                            |                                             |                                             |                                             |                                             |                                             |                                             |                                             |                                             |                                                       |                                                       |                                                       |                                                       |                                                       |                                                       |                                                               |                                                               |                                                               |                                                               |                                                               |                                                               |                                                     |                                                     |                                                                  |                                                                  |                                                                  |                                                                  |                                                                  |                                                                  |                                               |                                               |  |  |                                                             |                                                             |                                                             |                                                             |                                                             |                                                             |  |  |                                                           |                                                           |                                                           |                                                           |                                                           |                                                           |
|                                                 |                                                 |                                                 |                                                 |                                                              |                                                              |                                                              |                                                              |                                                              |                                                              |                                                              |                                                              |                                                               |                                                               |                                                               |                                                               |                                                               |                                                               |                                                              |                                                              |                                                              |                                                              |                                                         |                                                         |                                                         |                                                         |                                                  |                                                  |                                                  |                                                  |                               |                               |                                                       |                                                       |                                                       |                                                       |                                                       |                                                       |                                            |                                            |                                             |                                             |                                             |                                             |                                             |                                             |                                             |                                             |                                                       |                                                       |                                                       |                                                       |                                                       |                                                       |                                                               |                                                               |                                                               |                                                               |                                                               |                                                               |                                                     |                                                     |                                                                  |                                                                  |                                                                  |                                                                  |                                                                  |                                                                  |                                               |                                               |  |  |                                                             |                                                             |                                                             |                                                             |                                                             |                                                             |  |  |                                                           |                                                           |                                                           |                                                           |                                                           |                                                           |
|                                                 |                                                 |                                                 |                                                 | 21. Marie Gabriela z Auerspergu 1855–1933                    | 21. Marie Gabriela z Auerspergu 1855–1933                    | 21. Marie Gabriela z Auerspergu 1855–1933                    | 21. Marie Gabriela z Auerspergu 1855–1933                    | 21. Marie Gabriela z Auerspergu 1855–1933                    | 21. Marie Gabriela z Auerspergu 1855–1933                    |                                                              |                                                              | 20. Alfred III. August z Windisch-Graetze, 3. kníže 1851–1927 | 20. Alfred III. August z Windisch-Graetze, 3. kníže 1851–1927 | 20. Alfred III. August z Windisch-Graetze, 3. kníže 1851–1927 | 20. Alfred III. August z Windisch-Graetze, 3. kníže 1851–1927 | 20. Alfred III. August z Windisch-Graetze, 3. kníže 1851–1927 | 20. Alfred III. August z Windisch-Graetze, 3. kníže 1851–1927 |                                                              |                                                              | Marie Eleonora z Windisch-Graetze 1855–1935                  | Marie Eleonora z Windisch-Graetze 1855–1935                  | Marie Eleonora z Windisch-Graetze 1855–1935             | Marie Eleonora z Windisch-Graetze 1855–1935             | Marie Eleonora z Windisch-Graetze 1855–1935             | Marie Eleonora z Windisch-Graetze 1855–1935             |                                                  |                                                  | Vilém z Hoensbrochu 1849–1922                    | Vilém z Hoensbrochu 1849–1922                    | Vilém z Hoensbrochu 1849–1922 | Vilém z Hoensbrochu 1849–1922 | Vilém z Hoensbrochu 1849–1922                         | Vilém z Hoensbrochu 1849–1922                         |                                                       |                                                       | 10. Ferdinand z Windisch-Graetze 1859–1879            | 10. Ferdinand z Windisch-Graetze 1859–1879            | 10. Ferdinand z Windisch-Graetze 1859–1879 | 10. Ferdinand z Windisch-Graetze 1859–1879 | 10. Ferdinand z Windisch-Graetze 1859–1879  | 10. Ferdinand z Windisch-Graetze 1859–1879  |                                             |                                             |                                             |                                             | 12. Pavel Emil z Windisch-Graetze 1876–1881 | 12. Pavel Emil z Windisch-Graetze 1876–1881 | 12. Pavel Emil z Windisch-Graetze 1876–1881           | 12. Pavel Emil z Windisch-Graetze 1876–1881           | 12. Pavel Emil z Windisch-Graetze 1876–1881           | 12. Pavel Emil z Windisch-Graetze 1876–1881           |                                                       |                                                       | Ludwig Alfred Viktorin z Windisch-Graetze, 4. kníže 1882–1968 | Ludwig Alfred Viktorin z Windisch-Graetze, 4. kníže 1882–1968 | Ludwig Alfred Viktorin z Windisch-Graetze, 4. kníže 1882–1968 | Ludwig Alfred Viktorin z Windisch-Graetze, 4. kníže 1882–1968 | Ludwig Alfred Viktorin z Windisch-Graetze, 4. kníže 1882–1968 | Ludwig Alfred Viktorin z Windisch-Graetze, 4. kníže 1882–1968 |                                                     |                                                     | Marie Elisabeth Natalie Széchényi de Sárvár-Felsövidék 1887–1972 | Marie Elisabeth Natalie Széchényi de Sárvár-Felsövidék 1887–1972 | Marie Elisabeth Natalie Széchényi de Sárvár-Felsövidék 1887–1972 | Marie Elisabeth Natalie Széchényi de Sárvár-Felsövidék 1887–1972 | Marie Elisabeth Natalie Széchényi de Sárvár-Felsövidék 1887–1972 | Marie Elisabeth Natalie Széchényi de Sárvár-Felsövidék 1887–1972 |                                               |                                               |  |  |                                                             |                                                             |                                                             |                                                             |                                                             |                                                             |  |  |                                                           |                                                           |                                                           |                                                           |                                                           |                                                           |
|                                                 |                                                 |                                                 |                                                 | 21. Marie Gabriela z Auerspergu 1855–1933                    | 21. Marie Gabriela z Auerspergu 1855–1933                    | 21. Marie Gabriela z Auerspergu 1855–1933                    | 21. Marie Gabriela z Auerspergu 1855–1933                    | 21. Marie Gabriela z Auerspergu 1855–1933                    | 21. Marie Gabriela z Auerspergu 1855–1933                    |                                                              |                                                              | 20. Alfred III. August z Windisch-Graetze, 3. kníže 1851–1927 | 20. Alfred III. August z Windisch-Graetze, 3. kníže 1851–1927 | 20. Alfred III. August z Windisch-Graetze, 3. kníže 1851–1927 | 20. Alfred III. August z Windisch-Graetze, 3. kníže 1851–1927 | 20. Alfred III. August z Windisch-Graetze, 3. kníže 1851–1927 | 20. Alfred III. August z Windisch-Graetze, 3. kníže 1851–1927 |                                                              |                                                              | Marie Eleonora z Windisch-Graetze 1855–1935                  | Marie Eleonora z Windisch-Graetze 1855–1935                  | Marie Eleonora z Windisch-Graetze 1855–1935             | Marie Eleonora z Windisch-Graetze 1855–1935             | Marie Eleonora z Windisch-Graetze 1855–1935             | Marie Eleonora z Windisch-Graetze 1855–1935             |                                                  |                                                  | Vilém z Hoensbrochu 1849–1922                    | Vilém z Hoensbrochu 1849–1922                    | Vilém z Hoensbrochu 1849–1922 | Vilém z Hoensbrochu 1849–1922 | Vilém z Hoensbrochu 1849–1922                         | Vilém z Hoensbrochu 1849–1922                         |                                                       |                                                       | 10. Ferdinand z Windisch-Graetze 1859–1879            | 10. Ferdinand z Windisch-Graetze 1859–1879            | 10. Ferdinand z Windisch-Graetze 1859–1879 | 10. Ferdinand z Windisch-Graetze 1859–1879 | 10. Ferdinand z Windisch-Graetze 1859–1879  | 10. Ferdinand z Windisch-Graetze 1859–1879  |                                             |                                             |                                             |                                             | 12. Pavel Emil z Windisch-Graetze 1876–1881 | 12. Pavel Emil z Windisch-Graetze 1876–1881 | 12. Pavel Emil z Windisch-Graetze 1876–1881           | 12. Pavel Emil z Windisch-Graetze 1876–1881           | 12. Pavel Emil z Windisch-Graetze 1876–1881           | 12. Pavel Emil z Windisch-Graetze 1876–1881           |                                                       |                                                       | Ludwig Alfred Viktorin z Windisch-Graetze, 4. kníže 1882–1968 | Ludwig Alfred Viktorin z Windisch-Graetze, 4. kníže 1882–1968 | Ludwig Alfred Viktorin z Windisch-Graetze, 4. kníže 1882–1968 | Ludwig Alfred Viktorin z Windisch-Graetze, 4. kníže 1882–1968 | Ludwig Alfred Viktorin z Windisch-Graetze, 4. kníže 1882–1968 | Ludwig Alfred Viktorin z Windisch-Graetze, 4. kníže 1882–1968 |                                                     |                                                     | Marie Elisabeth Natalie Széchényi de Sárvár-Felsövidék 1887–1972 | Marie Elisabeth Natalie Széchényi de Sárvár-Felsövidék 1887–1972 | Marie Elisabeth Natalie Széchényi de Sárvár-Felsövidék 1887–1972 | Marie Elisabeth Natalie Széchényi de Sárvár-Felsövidék 1887–1972 | Marie Elisabeth Natalie Széchényi de Sárvár-Felsövidék 1887–1972 | Marie Elisabeth Natalie Széchényi de Sárvár-Felsövidék 1887–1972 |                                               |                                               |  |  |                                                             |                                                             |                                                             |                                                             |                                                             |                                                             |  |  |                                                           |                                                           |                                                           |                                                           |                                                           |                                                           |
|                                                 |                                                 |                                                 |                                                 |                                                              |                                                              |                                                              |                                                              |                                                              |                                                              |                                                              |                                                              |                                                               |                                                               |                                                               |                                                               |                                                               |                                                               |                                                              |                                                              |                                                              |                                                              |                                                         |                                                         |                                                         |                                                         |                                                  |                                                  |                                                  |                                                  |                               |                               |                                                       |                                                       |                                                       |                                                       |                                                       |                                                       |                                            |                                            |                                             |                                             |                                             |                                             |                                             |                                             |                                             |                                             |                                                       |                                                       |                                                       |                                                       |                                                       |                                                       |                                                               |                                                               |                                                               |                                                               |                                                               |                                                               |                                                     |                                                     |                                                                  |                                                                  |                                                                  |                                                                  |                                                                  |                                                                  |                                               |                                               |  |  |                                                             |                                                             |                                                             |                                                             |                                                             |                                                             |  |  |                                                           |                                                           |                                                           |                                                           |                                                           |                                                           |
|                                                 |                                                 |                                                 |                                                 |                                                              |                                                              |                                                              |                                                              |                                                              |                                                              |                                                              |                                                              |                                                               |                                                               |                                                               |                                                               |                                                               |                                                               |                                                              |                                                              |                                                              |                                                              |                                                         |                                                         |                                                         |                                                         |                                                  |                                                  |                                                  |                                                  |                               |                               |                                                       |                                                       |                                                       |                                                       |                                                       |                                                       |                                            |                                            |                                             |                                             |                                             |                                             |                                             |                                             |                                             |                                             |                                                       |                                                       |                                                       |                                                       |                                                       |                                                       |                                                               |                                                               |                                                               |                                                               |                                                               |                                                               |                                                     |                                                     |                                                                  |                                                                  |                                                                  |                                                                  |                                                                  |                                                                  |                                               |                                               |  |  |                                                             |                                                             |                                                             |                                                             |                                                             |                                                             |  |  |                                                           |                                                           |                                                           |                                                           |                                                           |                                                           |
| 11. Alfréd z Windisch-Graetze 1879–1880         | 11. Alfréd z Windisch-Graetze 1879–1880         | 11. Alfréd z Windisch-Graetze 1879–1880         | 11. Alfréd z Windisch-Graetze 1879–1880         | 11. Alfréd z Windisch-Graetze 1879–1880                      | 11. Alfréd z Windisch-Graetze 1879–1880                      |                                                              |                                                              | 19. Vincenc Alfréd z Windisch-Graetze 1882–1913              | 19. Vincenc Alfréd z Windisch-Graetze 1882–1913              | 19. Vincenc Alfréd z Windisch-Graetze 1882–1913              | 19. Vincenc Alfréd z Windisch-Graetze 1882–1913              | 19. Vincenc Alfréd z Windisch-Graetze 1882–1913               | 19. Vincenc Alfréd z Windisch-Graetze 1882–1913               |                                                               |                                                               | Marie Hedvika z Windisch-Graetze 1878–1918                    | Marie Hedvika z Windisch-Graetze 1878–1918                    | Marie Hedvika z Windisch-Graetze 1878–1918                   | Marie Hedvika z Windisch-Graetze 1878–1918                   | Marie Hedvika z Windisch-Graetze 1878–1918                   | Marie Hedvika z Windisch-Graetze 1878–1918                   |                                                         |                                                         | Frigyes Szapáry de Muraszombath 1869–1935               | Frigyes Szapáry de Muraszombath 1869–1935               | Frigyes Szapáry de Muraszombath 1869–1935        | Frigyes Szapáry de Muraszombath 1869–1935        | Frigyes Szapáry de Muraszombath 1869–1935        | Frigyes Szapáry de Muraszombath 1869–1935        |                               |                               | 14. Christiana Marie z Windisch-Graetze 1881–1895     | 14. Christiana Marie z Windisch-Graetze 1881–1895     | 14. Christiana Marie z Windisch-Graetze 1881–1895     | 14. Christiana Marie z Windisch-Graetze 1881–1895     | 14. Christiana Marie z Windisch-Graetze 1881–1895     | 14. Christiana Marie z Windisch-Graetze 1881–1895     |                                            |                                            | Agnes Mathilde z Windisch-Graetze 1884–1969 | Agnes Mathilde z Windisch-Graetze 1884–1969 | Agnes Mathilde z Windisch-Graetze 1884–1969 | Agnes Mathilde z Windisch-Graetze 1884–1969 | Agnes Mathilde z Windisch-Graetze 1884–1969 | Agnes Mathilde z Windisch-Graetze 1884–1969 |                                             |                                             | Adolf Maria Thun und Hohenstein 1880–1957             | Adolf Maria Thun und Hohenstein 1880–1957             | Adolf Maria Thun und Hohenstein 1880–1957             | Adolf Maria Thun und Hohenstein 1880–1957             | Adolf Maria Thun und Hohenstein 1880–1957             | Adolf Maria Thun und Hohenstein 1880–1957             |                                                               |                                                               | 13. Vilemína z Windisch-Graetze 1885–1886                     | 13. Vilemína z Windisch-Graetze 1885–1886                     | 13. Vilemína z Windisch-Graetze 1885–1886                     | 13. Vilemína z Windisch-Graetze 1885–1886                     | 13. Vilemína z Windisch-Graetze 1885–1886           | 13. Vilemína z Windisch-Graetze 1885–1886           |                                                                  |                                                                  | Maria-Aglaë z Windisch-Graetze 1887–1961                         | Maria-Aglaë z Windisch-Graetze 1887–1961                         | Maria-Aglaë z Windisch-Graetze 1887–1961                         | Maria-Aglaë z Windisch-Graetze 1887–1961                         | Maria-Aglaë z Windisch-Graetze 1887–1961      | Maria-Aglaë z Windisch-Graetze 1887–1961      |  |  | Karl Apponyi de Nagy-Appony 1878–1959                       | Karl Apponyi de Nagy-Appony 1878–1959                       | Karl Apponyi de Nagy-Appony 1878–1959                       | Karl Apponyi de Nagy-Appony 1878–1959                       | Karl Apponyi de Nagy-Appony 1878–1959                       | Karl Apponyi de Nagy-Appony 1878–1959                       |  |  |                                                           |                                                           |                                                           |                                                           |                                                           |                                                           |
| 11. Alfréd z Windisch-Graetze 1879–1880         | 11. Alfréd z Windisch-Graetze 1879–1880         | 11. Alfréd z Windisch-Graetze 1879–1880         | 11. Alfréd z Windisch-Graetze 1879–1880         | 11. Alfréd z Windisch-Graetze 1879–1880                      | 11. Alfréd z Windisch-Graetze 1879–1880                      |                                                              |                                                              | 19. Vincenc Alfréd z Windisch-Graetze 1882–1913              | 19. Vincenc Alfréd z Windisch-Graetze 1882–1913              | 19. Vincenc Alfréd z Windisch-Graetze 1882–1913              | 19. Vincenc Alfréd z Windisch-Graetze 1882–1913              | 19. Vincenc Alfréd z Windisch-Graetze 1882–1913               | 19. Vincenc Alfréd z Windisch-Graetze 1882–1913               |                                                               |                                                               | Marie Hedvika z Windisch-Graetze 1878–1918                    | Marie Hedvika z Windisch-Graetze 1878–1918                    | Marie Hedvika z Windisch-Graetze 1878–1918                   | Marie Hedvika z Windisch-Graetze 1878–1918                   | Marie Hedvika z Windisch-Graetze 1878–1918                   | Marie Hedvika z Windisch-Graetze 1878–1918                   |                                                         |                                                         | Frigyes Szapáry de Muraszombath 1869–1935               | Frigyes Szapáry de Muraszombath 1869–1935               | Frigyes Szapáry de Muraszombath 1869–1935        | Frigyes Szapáry de Muraszombath 1869–1935        | Frigyes Szapáry de Muraszombath 1869–1935        | Frigyes Szapáry de Muraszombath 1869–1935        |                               |                               | 14. Christiana Marie z Windisch-Graetze 1881–1895     | 14. Christiana Marie z Windisch-Graetze 1881–1895     | 14. Christiana Marie z Windisch-Graetze 1881–1895     | 14. Christiana Marie z Windisch-Graetze 1881–1895     | 14. Christiana Marie z Windisch-Graetze 1881–1895     | 14. Christiana Marie z Windisch-Graetze 1881–1895     |                                            |                                            | Agnes Mathilde z Windisch-Graetze 1884–1969 | Agnes Mathilde z Windisch-Graetze 1884–1969 | Agnes Mathilde z Windisch-Graetze 1884–1969 | Agnes Mathilde z Windisch-Graetze 1884–1969 | Agnes Mathilde z Windisch-Graetze 1884–1969 | Agnes Mathilde z Windisch-Graetze 1884–1969 |                                             |                                             | Adolf Maria Thun und Hohenstein 1880–1957             | Adolf Maria Thun und Hohenstein 1880–1957             | Adolf Maria Thun und Hohenstein 1880–1957             | Adolf Maria Thun und Hohenstein 1880–1957             | Adolf Maria Thun und Hohenstein 1880–1957             | Adolf Maria Thun und Hohenstein 1880–1957             |                                                               |                                                               | 13. Vilemína z Windisch-Graetze 1885–1886                     | 13. Vilemína z Windisch-Graetze 1885–1886                     | 13. Vilemína z Windisch-Graetze 1885–1886                     | 13. Vilemína z Windisch-Graetze 1885–1886                     | 13. Vilemína z Windisch-Graetze 1885–1886           | 13. Vilemína z Windisch-Graetze 1885–1886           |                                                                  |                                                                  | Maria-Aglaë z Windisch-Graetze 1887–1961                         | Maria-Aglaë z Windisch-Graetze 1887–1961                         | Maria-Aglaë z Windisch-Graetze 1887–1961                         | Maria-Aglaë z Windisch-Graetze 1887–1961                         | Maria-Aglaë z Windisch-Graetze 1887–1961      | Maria-Aglaë z Windisch-Graetze 1887–1961      |  |  | Karl Apponyi de Nagy-Appony 1878–1959                       | Karl Apponyi de Nagy-Appony 1878–1959                       | Karl Apponyi de Nagy-Appony 1878–1959                       | Karl Apponyi de Nagy-Appony 1878–1959                       | Karl Apponyi de Nagy-Appony 1878–1959                       | Karl Apponyi de Nagy-Appony 1878–1959                       |  |  |                                                           |                                                           |                                                           |                                                           |                                                           |                                                           |